# 朝鮮の宮廷料理

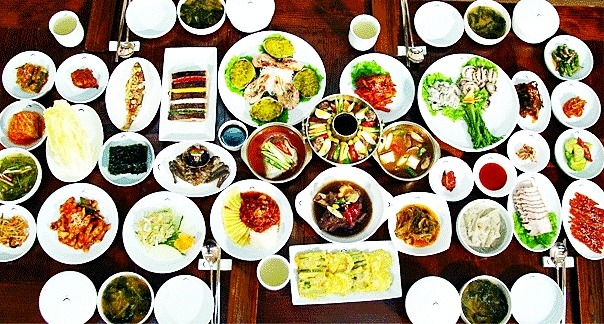
食膳に多種類の料理を並べる「韓定食」は、王朝時代の飯床の形式を受け継いでいる。

朝鮮の宮廷料理（ちょうせんのきゅうていりょうり）とは、1392年から1910年まで朝鮮半島を支配した朝鮮王朝の宮廷内で育まれた朝鮮料理のスタイルである。李氏朝鮮の宮中飲食文化は韓国政府によって、国家無形遺産第38号に指定されている。

## 歴史

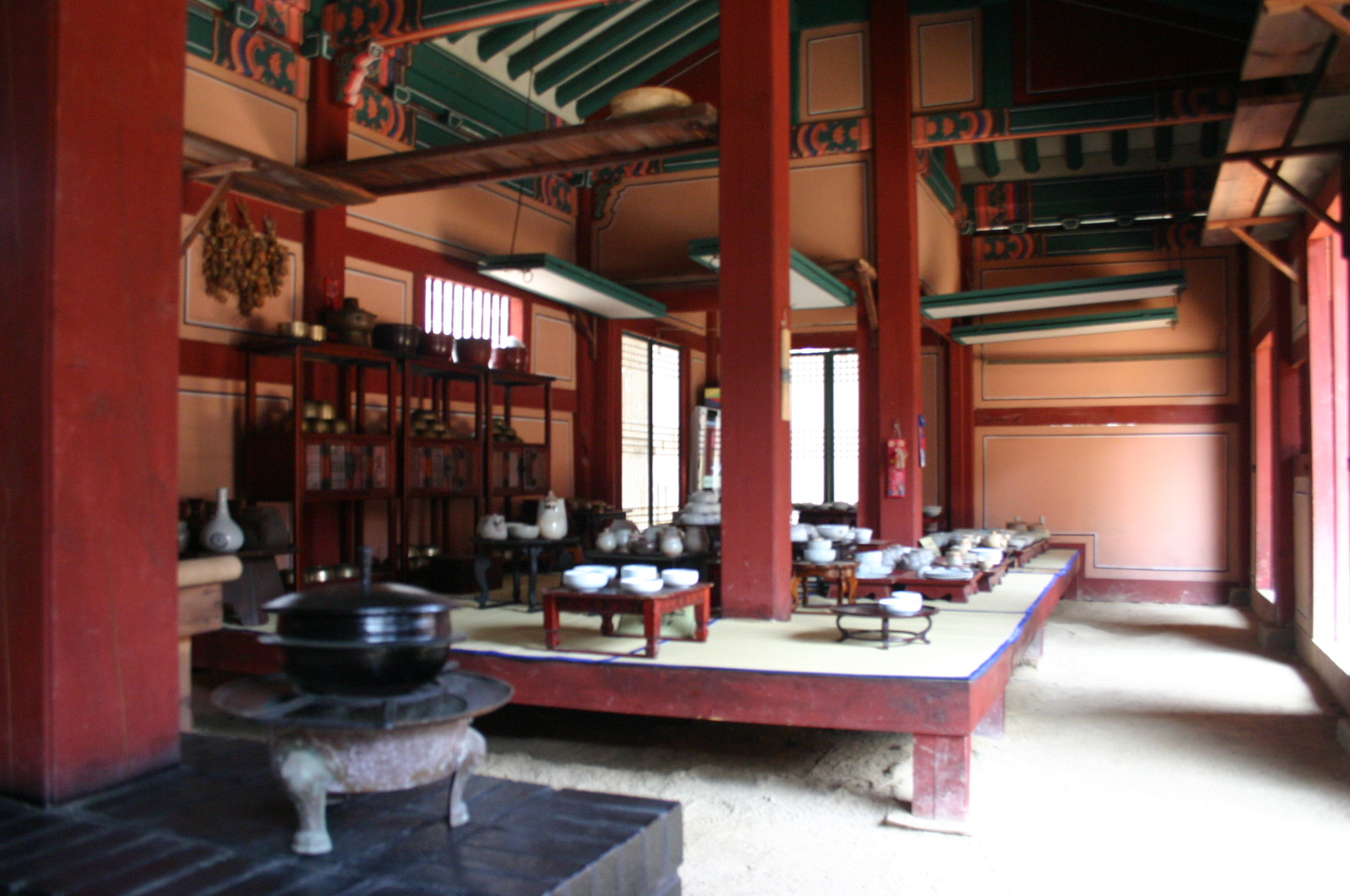
ドラマ「宮廷女官チャングムの誓い」にちなんだテーマパークに再現された、景福宮の厨房

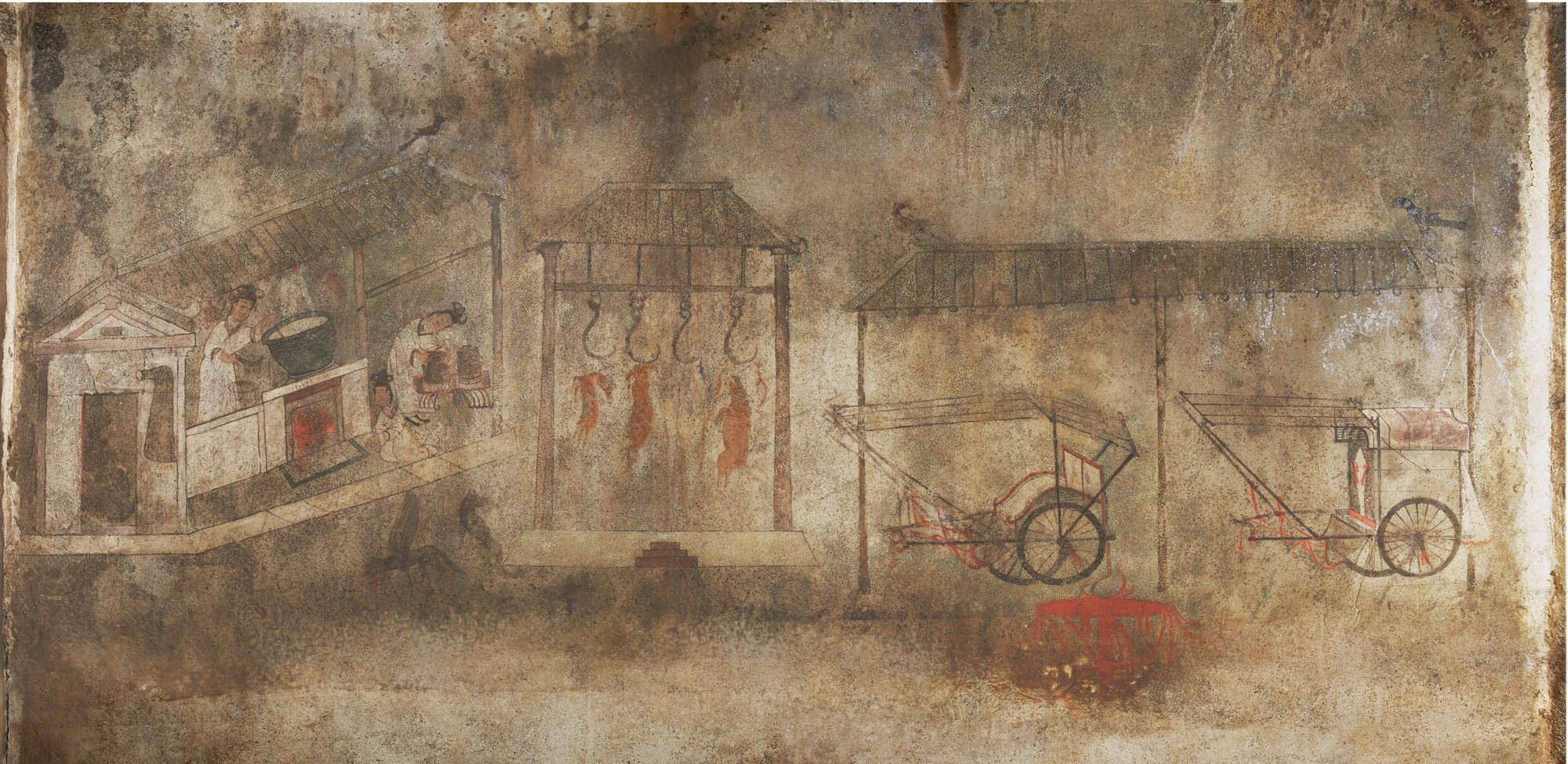
高句麗の古墳「安岳3号墳」から発見された壁画の一部。画面左では瓦葺の厨房内で女性たちが調理に勤しみ、中央には鉄鉤から豚肉が下がる。画面右手には馬車が連なる

朝鮮半島の前近代において、宮廷料理は宮中飲食（クンジュンウㇺシㇰ/궁중음식）と呼ばれ、宮廷の権勢を反映していた。

### 三国時代
宮廷の豪華な生活は、半島に新羅、百済、高句麗の三国が鼎立していた三国時代にまで遡る。新羅 の首都・慶州にある雁鴨池には王族や貴族の宴会のために大広間を有する離宮が設けられていた。近隣には曲水の宴を催すため設えられたアワビ型の流水路を有する離宮・鮑石亭の遺構が残る。慶州郊外の古墳・皇南大塚は5世紀初めの新羅王・実聖尼師今（じっせいにしきん）を葬ったとも、5世紀後期の新羅王・訥祇麻立干（とつぎまりっかん）と慈悲麻立干（じひまりっかん）を葬ったと伝えられるが、玄室からは純金や玻璃（ガラス）製の器が出土している。これは王族が用いた食器であり、とりわけ玻璃の器は取っ手が取れたのを金糸で巻いて修繕した形跡があることから、王族にとっても得難い品であったことが伺える。
片や半島北部・現在の北朝鮮黄海南道安岳郡にある高句麗時代の古墳「安岳3号墳」は高句麗に亡命した前燕の武将・冬寿の墓と伝えられるが、内部から多彩な壁画が発見されている。画面には瓦葺の厨房内で竈に火を起こす女性、甑の中を杓子でかき回す女性、あるいは鉄かぎで天井から吊るされた豚などが描かれ、上流階級の食生活の一端を伺わせる。
朝鮮半島の古代史は、新羅、高句麗、百済の争乱、あるいは後世の異民族の侵入による混乱と破壊で文字資料に乏しい。一方で中華王朝の史書「三国志」の東夷伝・高句麗の項には「国中の大きな家々では自ら耕作しなくとも遊んで食べていけるが、その数は一万余名にも上る。下々が奴隷のように遠くから食物や鮮魚、塩を供給してくれる」、『唐書』東夷伝・新羅の項には、
「宰相の家では粟が途切れることなく、奴婢と家童が三千人で兵と牛、馬、豚を同じ数所有しているのが当たり前だ。このような家畜は海の中の島で飼育されるが、食べたいときは弓で射て捕る」などと記されている。

### 統一新羅
やがて7世紀半ばに、朝鮮半島は新羅によって統一される。以降の統一新羅時代においても、王や豪族はかなりの贅沢をしていた。後の高麗時代に記された『三国遺事』によれば、文武王の弟である車得公は新たな宰相に就任した折、祝賀に訪れた茂州の人・朱安吉を50種もの御馳走でもてなした、という。ただし三国時代も含め宮廷料理の記録は具体的な記述に乏しく、どのような食材、調理法、味わいであったかは不明である。

### 高麗
10世紀に興った高麗は仏教を国教として政治上の指導理念とした。ゆえに生き物を殺して食用にする殺生を罪悪視し、殺生禁断の一環で大型家畜の屠畜を禁じ、魚類の摂取まで禁じた。結果、現在の朝鮮料理のパンチャン（常備菜）に見るような「野菜料理の発展」を促すことになる。一方で海外の使節をもてなす折は特別に肉料理を誂えたが、効率のよい屠畜方法や肉類の調理方法すら忘れ去られていたらしい。北宋後期、徽宗の宣和年間に高麗を訪れた使節・徐兢は都の開城に数か月ほど滞在し、その折の見聞を北宋に帰還したのち『宣和奉使高麗図経』としてまとめた。同書籍には高麗青磁の食器が用いられた貴族の豪勢な宴会の模様や、味わいに甘みがある高麗の酒を記した上、屠畜方法として「牛や豚の四つ足を縛ったうえで火中に投じて絶命させ、毛を除いて内臓を抜く」という処理法を記録している。この方法で処理された獣肉は汁物にすれば臭みがあり、焼き肉にしても不味かったという。
だが高麗王朝初期の太祖が病気療養中の重臣・崔凝に肉食を勧めた記録がある。また成宗7年（988年）、文宗20年（1066年）、睿宗3年（1107年）、忠粛王2年（1315年）と王朝を通じて幾度も牛の屠畜禁止令が出されていることから、屠畜や肉食が密かに行われていた形跡が示唆される。
やがて1232年以降、高麗は9度に渡ってモンゴル帝国の侵攻を受け、1273年に至り屈服、モンゴル帝国に服属する。遊牧民国家の支配により、肉食と効率の良い屠畜文化が復活した。この時代の特筆すべき肉料理として、開城名物の「雪夜覓炙」（ソリャミョクジョク）がある。これは牛肉を細長く大ぶりに薄く切った上、醤油、油、胡椒、酒で味付けして焼く。好みで酢やニンニクを味付けに用いる。焼いては水に漬け、再度焼いては水に漬けることを繰り返し、内部まで完全に火を通したものである。また、現代の代表的な朝鮮料理であるソㇽロンタンも、モンゴル料理に由来する、との説もある。

### 李氏朝鮮
1392年、高麗の武将だった李成桂がクーデターで高麗王朝を倒し、李氏朝鮮を建国する。儒教を国教とした李氏朝鮮の支配体制の中で仏教的な殺生禁断が廃され、肉食文化が本格的に復活し、宮廷料理にも影響を及ぼすことになる。
李氏朝鮮の治世において朝鮮料理に大きな影響を及ぼした事件は、アメリカ大陸原産の香辛料である「トウガラシ」の伝来である。日本の九州地方を通じてトウガラシが朝鮮半島に伝来したのは1570年ごろとされる。そもそも朝鮮語で唐辛子を指すコチュ(고추)は、九州の言葉で唐辛子を指す「南蛮胡椒」の「胡椒」が由来だという。赤くて辛い唐辛子は病魔を退散させる、いわゆる「辟邪」の信仰から庶民の間には瞬く間に広まり、病魔が取りつきやすい醤油甕に唐辛子を仕込んだ注連縄を張ったり、さらに病気の予防と称して食事に大量の唐辛子を混ぜ体内を清めるような信仰も生まれた。文禄・慶長の役直後に記された『芝峰類説』には、唐辛子入り焼酎が商われていた、との記録もある。塩にトウガラシを加えた辛い味付けは「少ないおかずで多量の飯を食う」庶民の食生活にも都合がいいものであった。
だが両班以上の上流階級にはその信仰は広まらず、宮廷料理は唐辛子伝来以前同様、辛みの少ない味わいが保持されていた。慶尚道の両班の夫人だった貞夫人安東張氏（1598年 - 1680年）が記した料理書『飲食知味方』にはトウガラシが一切登場しない。それから約150年後、黄海道の両班の夫人である徐有本夫人李氏（1759年 - 1824年）による料理書『閨閤叢書　酒食篇』の記述の大半にもトウガラシは登場しない。わずかに胡瓜、ナス、大根、白菜、冬瓜、塩辛の混ぜあわせ漬物「ソㇰパㇰチ」（いわゆるキㇺチ）の薬味として、葱、ニンニクと共にトウガラシが登場するのみである。
さて宮廷料理は、陰陽五行の法則の元に献立や盛り付けが決められる。調理法は「焼く」「煮る」「蒸す」「炒める」「生」の五法。色合いは「黒」「緑」「黄」「白」「赤」、味付けは「甘」「辛」「酸」「苦」「鹹」の五味五色。五つの味、五つの色合いの元に料理を装飾する技をコミョンという。トウガラシは五味の「辛」、五色の「赤」を受け持つコミョンに似つかわしい素材であり、「色付け」の意で上流階級料理にも受け入れられ始める。後述の宮廷料理の献立は、トウガラシが宮中にも受け入れられた王朝末期から日本統治時代の例である。

## 李氏朝鮮の宮中食文化

### 飲食担当の組織
李氏朝鮮の成立後、国土は大まかに8つの行政区、いわゆる朝鮮八道に分けられていた。王宮料理で用いられる食材のうち季節の名産品は、各地域に派遣され地域行政を司る官吏が旬の時期に合わせて集め、都の漢城に献上した。済州島でしか栽培できないミカンは最も重要な献上品だった。それ以外に漢城近郊には王宮ご用達の野菜類を栽培する専用の耕地が確保され、例えばダイコンはソウル東部の往十里付近で、米は現在の金浦市付近で栽培されていた。現在のソウル特別市鐘路区の梨花洞にはかつて王宮に献納するための牛乳を得る牧場があり、現在も「酪山」との地名が残っている。
朝鮮王朝時代、食物は国家の重要な課題だった。食物に関わる案件は朝廷内の6つの部署・六曹で決済されていた。 吏曹(イジョ/이조) は王の食事に供せられる米の確保を担当する役職が含まれ、礼曹 (イェジョ/예조)は祖霊を祀るための供物や酒、薬草を担当していた。宮中では何百人もの宮女が7つの部署に分かれて王や王族の衣食住を整えていたが、そのうち 「食」にかかわる部署は王の日常食を担当する内燒廚房（ネソチュパン/내소주방）、 宴会料理を担当する外焼厨房、（ウェソチュバン/외소주방）、茶菓を担当する生果房（セングァパン/생과방）に分かれ、この3部署をまとめて焼厨房（ソチュバン/소주방）と呼ぶ。これら組織は女官のみで運営されていたが、大がかりな宴会の時には通いの男性料理人・待令熟手（テリョンスㇰス/대령숙수）が業務の一部を担当していた。なお王族ごとに生活の場が異なるため、後宮や厨房もそれぞれ別になる。国王や王世子、その妃など王族の食膳が全て同一の厨房で整えられていたのではない。

### 王の食生活
朝鮮王朝時代、王は一日に5回程の食事を摂った。記録によれば、この食事パターンは古代にさかのぼるものである。 5度の食膳のうち2度が正式の食膳であり、早朝と昼食、夕食後の夜食は軽食とされていた。

#### 一日の時間配分

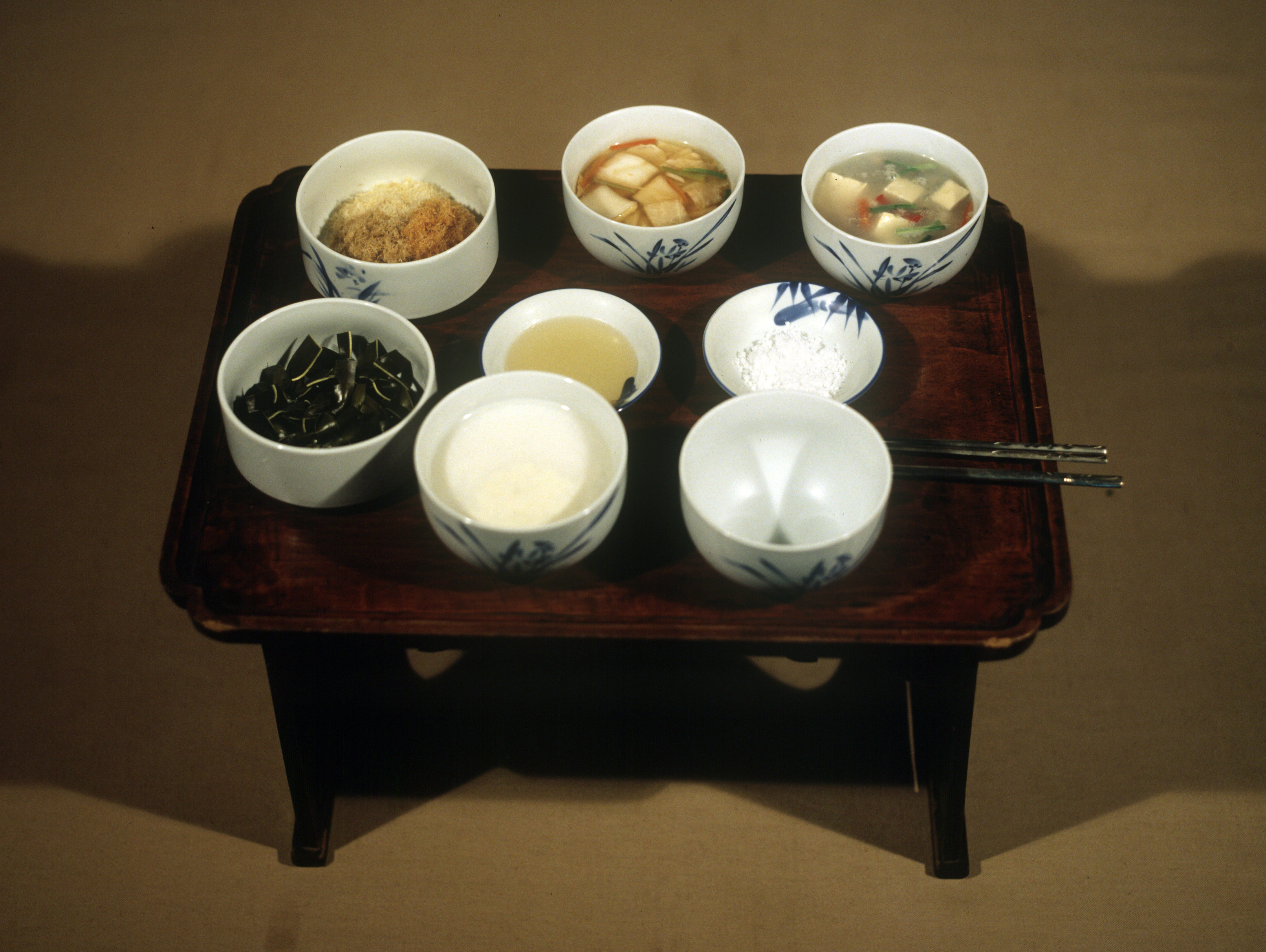
粥の膳。水キㇺチ2種に干し魚のほぐし身、揚げ昆布を添える

初早飯（チョジョバン/초조반）あるいは粥膳（ミウㇺサン/미음상）
王、並びに王妃は毎朝午前6時か7時ころ起床する。顔を洗ったのちに摂る最初の食事。別名の「粥膳」の通り、粥と付け合わせの干し魚、水キㇺチ数種で構成される。
朝水刺（アチㇺスラ/아침수라）
王、王妃が身支度を整えた後の午前9時か10時ごろ摂る「朝食」。「五湯十二楪」、つまり飯に加えて汁物料理が5品、おかず12品を揃えた正式の食事である。約1時間かけて摂ったうえで午前11時ころから国王としての政務を執る。
ナッコッサン（낮것상）
昼の食事。平常は果物、菓子、餅、花菜（ファチェ/화채)等の茶菓子や、重湯、ウンイ（응이, 澱粉を柔らかい粥状に炊いたもの）が用意される。王の親戚や外戚の訪問がある際は、ジャングㇰサン（장국상/醬국床, 簡単な昼食や宴会の際に用意する、麺類や餃子、トッククを中心とする膳）を用意する。
夕水刺（ソㇰスラ/석수라）
17時ころ摂る「夕食」。朝水刺同様、「五湯十二楪」の正式な食膳。汁物料理5品、おかず12品が朝食とは食材が重ならないよう用意される。
これ以降、夜食として軽食を摂る場合もある。晩の軽食は晩茶小盤果（マンタソバンクァ/만다소반과）、夜の軽食は夜茶小盤果（ヤタソバンクァ/야다소반과）と呼ばれる。

#### 食具
朝鮮語で、食器、食具を飯床器（パンサンギ）と呼ぶ。両班以上の上流階級ではパンジャ 、あるいは鍮器（ユギ）と呼ばれる金属製の食器が用いられたが、王族の食膳には特に銀飯床器（ウンパンサンギ）と呼ばれる銀製の食具が用いられた。銀は毒物の砒素に触れると変色するため、暗殺用心のためである。だが旧暦の5月5日、端午の節句から旧暦8月15日の秋夕（朝鮮半島の盆行事）の直前までの「夏季」には砂飯床器（サパンサンギ）と呼ばれる陶磁器が用いられた。

### 水刺床

#### 料理と献立の組み合わせ
主食の飯に汁物、副食類が整えられた朝鮮料理の食膳を「飯床」（パンサン）と呼ぶ。副食は好みで自由に選ぶものではなく、陸海空の産物、つまり野菜に畜肉、魚、鳥類を素材としてすべて網羅した上で必ず別々の調理法による料理を取り添えるのが鉄則である。その組み合わせは「楪子」（チョプシ）と呼ばれる皿の数にちなみ以下のように称される。庶民が贅沢をするなら「五楪飯床」程度、高級官僚を輩出する裕福な両班なら「九楪飯床」、そして 「十二楪飯床」が王の正式な食事、 水刺床の献立である。
| 料理                       | 三楪飯床（一汁三菜） | 五楪飯床（二汁五菜） | 七楪飯床（三汁七菜）                       | 九楪飯床（三汁九菜）                       | 十二楪飯床（五汁十二菜）                   |
| -------------------------- | -------------------- | -------------------- | ------------------------------------------ | ------------------------------------------ | ------------------------------------------ |
| パッ（飯）                 | 〇                   | 〇                   | 〇                                         | 〇                                         | 〇〇（2種）                                |
| 湯（汁物）                 | 〇                   | 〇                   | 〇                                         | 〇                                         | 〇〇（2種）                                |
| チゲ（鍋物）               | ×                    | 〇                   | 〇                                         | 〇                                         | 〇〇（2種）                                |
| チㇺ（蒸し煮）             | ×                    | ×                    | 〇                                         | 〇                                         | 〇                                         |
| キㇺチ                     | 〇                   | 〇                   | 〇〇（2種）                                | 〇〇〇（3種）                              | 〇〇〇（3種）                              |
| 生菜（生野菜の和え物）     | 〇                   | 〇                   | 〇                                         | 〇                                         | 〇                                         |
| ナムㇽ（茹で野菜の和え物） | 〇                   | 〇                   | 〇                                         | 〇                                         | 〇〇（2種）                                |
| クイ(焼き物)               | △(クイかチョリㇺ)    | △(クイかチョリㇺ)    | 〇                                         | 〇〇（2種）                                | 〇〇（2種）                                |
| チョリㇺ(煮つけ)           | △(クイかチョリㇺ)    | △(クイかチョリㇺ)    | 〇                                         | 〇                                         | 〇                                         |
| チャンアチ（醤油漬け）     | ×                    | ×                    | ×                                          | 〇                                         | 〇                                         |
| 煎                         | ×                    | 〇                   | 〇                                         | 〇                                         | 〇                                         |
| フェ（刺身）               | ×                    | ×                    | 〇                                         | 〇                                         | 〇                                         |
| 脯（干し肉）               | ×                    | △(脯かチョッカㇽ)    | △(脯かチョッカㇽ)                          | △ (脯かチョッカㇽ)                         | 〇                                         |
| チョッカㇽ（塩辛）         | ×                    | △(脯かチョッカㇽ)    | △(脯かチョッカㇽ)                          | △(脯かチョッカㇽ)                          | 〇                                         |
| 水卵（ポーチドエッグ）     | ×                    | ×                    | ×                                          | ×                                          | 〇                                         |
| 片肉（味付け茹で肉）       | ×                    | ×                    | ×                                          | ×                                          | 〇                                         |
| 調味料                     | 薄口醤油             | 薄口醤油、酢醤油     | 薄口醤油、酢醤油、酢コチュジャン、練り芥子 | 薄口醤油、酢醤油、酢コチュジャン、練り芥子 | 薄口醤油、酢醤油、酢コチュジャン、練り芥子 |

#### 水刺床の献立
水刺床（スラサン/수라상）は、王の正式な食事である。「スラ」の語はモンゴル語で食物を意味する「シュラ」に由来し、朝鮮半島が元王朝の影響を強く受けていた高麗王朝の後期に取り入れられたと考えられる。「水刺床」の語は国王と王妃、王太后の食膳のみを指す言葉であり、王世子、世子妃、王女の食膳は「進止床」（ジンジサン）と呼ばれる。
水刺床は「五湯十二楪」、日本的に言えば「五汁十二菜」、つまり汁物料理5品、その他の煮物や焼き物、蒸し物が12品供えられた形式である。白米飯を含めて2種の飯、グㇰ（スープ） 2品、チゲ（鍋料理）2品、チㇺ（蒸し煮）1品で「五湯」、これに料理類が12品で「十二楪」 となる。料理の取り合わせにも法則があり、クイ（焼き物）は精進物の「冷たいクイ」と、なまぐさ物の「焼きたての熱いクイ」をセットで同じ食膳に載せる。そして陰陽五行の法則に則り、白米飯にはワカメ汁、小豆飯にはコㇺタンを合わせるものとされた。「五湯十二楪」とは別にチョンゴㇽ（鍋料理）1品、キㇺチ3品、醤油やコチュジャン、チョッカㇽ（塩辛）など調味料類、さらにスジョ（匙に箸）、取り皿、布巾などが3つか4つの膳に配置され供せられる。自領で産する多彩な素材による料理が整えられた食膳で、王は国土が安泰、生産性も順当で民が安寧であることを確認するのである。
料理の配置は、以下の通りになる。

水刺床の配置図。これ以外に布巾を載せる小型の角膳がある。A、B、Cの位置には、尚宮が控える

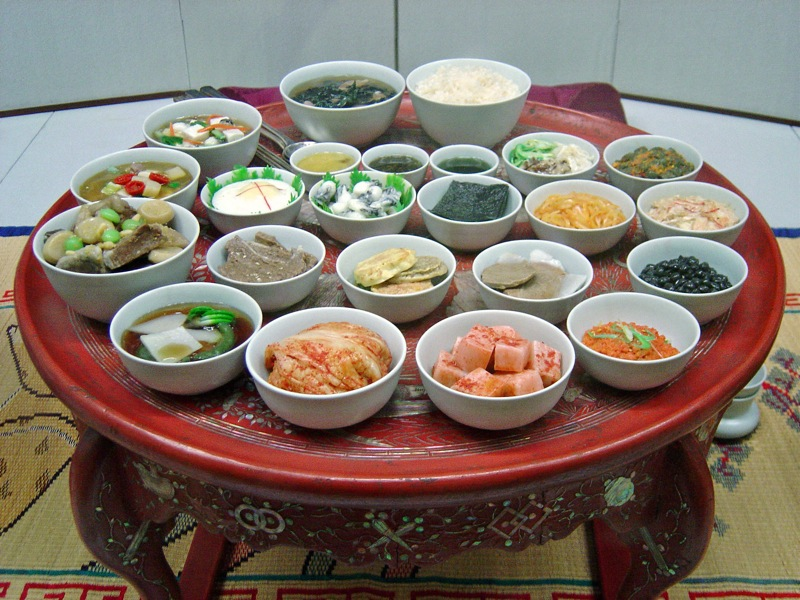
王の食膳「水刺床」の再現。奥に白米飯とわかめ汁、手前にキㇺチ数種

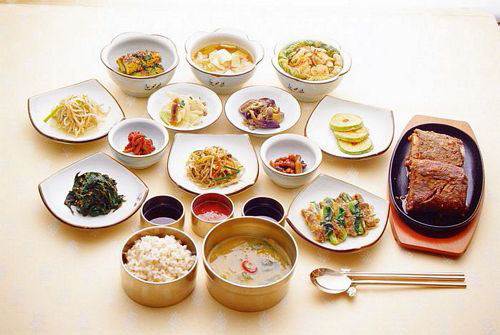
宮廷料理に影響を受けた、現代韓国の宴会料理の配置

大円盤（デーウォンバン）
大型の丸い膳。白米飯に「五湯」のうち汁物4品、12品の料理にキㇺチ3品に調味料類
小円盤
小ぶりの丸膳。小豆飯に肉汁、口直し用のスンニュン、予備の箸に匙に取り皿。食器の蓋の類の一時的な置き場所でもある。
大角盤
角型の膳。チョンゴㇽ（鍋料理）の素材である肉や生野菜、生卵、ユッス（肉の出汁）。
小角盤
匙入れにフイコン（ナプキン）が配置される。
右の見取り図のAの部分に給仕役の水刺尚宮、Bに毒見役の気味尚宮、Cに鍋料理を調理する煎骨尚宮がそれぞれ控える
1. ソンソンイ(송송이): 大根キㇺチ。民間でいうカクトゥギ[35]
2. チョックッチ (젓국지): チョッカㇽで味付けした白菜キㇺチ[35]
3. トンチミ (동치미): 大根の水キㇺチ[37]
4. チョッカㇽ (젓갈): 魚介の塩辛[38]
5. チョリニ(조리니): 濃い味付けの煮物[38]
6. ナムㇽ (나물): 茹で野菜の和え物[38]
7. センチェ(생채): 生野菜の和え物[38]
8. チㇺ (찜): 蒸し煮[38]
9. 乾饌 (マルンチャン/마른찬): 乾きもの[38]
10. 醤果 (ジャングァ/장과):野菜の醤油漬け[39]
11. 片肉(ピョニユッ/편육): 茹でた味付け牛肉の薄切り[38]
12. チャンクイ(찬구이): ツルニンジン (トトㇰ/더덕) と韓国海苔の揚げ物が組み合わされた「冷たい焼き物」
13. 油煎花 (ジョンユファ/전유화): 素材に小麦粉の衣をつけて多めの油で焼いた料理。「煎油花」は宮中の言葉で、民間では「煎」（ジョン）と呼ばれる[38]
14. チョグチョチ (젓국 조치): 小エビの塩辛で味付けしたチゲ。チョチは宮中の言葉でチゲを指す
15. 吐口(トグ/토구): 魚介の骨や殻の捨て鉢[35]
16. 醤 (チャン/장): 醤油[35]
17. 醋醤(チョジャン/초장): 酢醤油[35]
18. 醋苦椒醬（チョコチュジャン/초 고추장): 酢とコチュジャン（唐辛子味噌）[35]
19. 土醤チョチ(トジャンチョチ/토장 조치): 味噌汁[35]
20. フィンスラ(흰수라): 白米飯[35]
21. 藿湯（クァクタン/곽탕): わかめ汁。民間ではミヨックㇰと呼ばれる[35]
22. 菜蔬(チェソ/채소): 生野菜[35]
23. コギ(고기): 生肉[35]
24. ジャンクㇰ(장국): 味噌汁[35]
25. タㇽギャㇽ(달걀): 生卵[35]
26. 煎骨 (チョンゴㇽ/전골): 鍋料理[38]
27. 銀錚盤 (ウンチェンバン/은쟁반) と 茶周鉢（タチュバㇽ/다주발）:盆に載せられたスンニュンの器[40]
28. 空楪子(コンジョㇷ゚シ/공접시): 予備の取り皿[35]
29. 空器(コンギ/공기): 予備の小鉢[35]
30. 水卵 (スラン/수란): 殻を割ったうえ、直に茹でた卵。ポーチドエッグのようなもの[35][41]
31. 膾 (フェ/회): 肉や魚の刺身[38]
32. ドウンクイ(더운구이): 焼きたてのクイ（英語版）（焼き物）
33. 紅飯(ホンパン/홍반) またはパッスラ (팥수라): 小豆飯[35]
34. コㇺタン(곰탕): 牛肉の煮込み汁

#### 食膳の準備
王が一日の間で食事を摂る時間は決まっているが、特定の場所で水刺床を摂るわけではない。後宮には正妻である王妃を頂点として嬪（ピン/빈）、貴人（クィイン/귀인）と側室たちが部屋を構えていたが、王はその時の気分で東の温房か西の温房、夏ならば涼しい板の間、あるいは正室や側室の御殿で食事を摂る。「姮娥ニム」（ハンアニム）と呼ばれる10代はじめの見習い女官が、配膳係である退膳間（トエソンガン）に食事時間と食事を摂る場所を伝える。退膳間は焼厨房から上げられた料理を食膳として整え、王が希望する部屋に「水刺床」としてセッティングする。
献立が整えられた3つの膳の周囲には、給仕役の「水刺尚宮」（スラサングン）、毒見役の「気味尚宮」（キミサングン）、鍋料理の調理を担当する「煎骨尚宮」（チョンゴㇽサングン）、計3人の尚宮（女官）が控え、食器の蓋をすべて取り、国王に食事を供する。「お召し上がりください」は朝鮮語で「チャㇷ゚スセヨー」（잡수세요）だが、宮中では「口の形が悪い」として「チョッスセヨー」と発音される。尚宮の「スラ・チョッスセヨー」の言葉を受けて、食事を始める。王は必ず尚宮が毒見して確かめた料理を口にするのが、宮中の仕来りである。

#### 食中の流れ
王はまずトンチミ（大根の水キㇺチ）の汁を匙で掬って口中を湿らせた後、飯を口にする。王が白米飯を求めれば尚宮は付け合わせとしてワカメ汁を勧め、小豆飯と肉汁は脇の膳に下げる。必ず「白米飯にはワカメ汁」、「小豆飯には肉汁」の取り合わせで食べるものとされ、その逆はあり得なかった。王は続いて汁物に口を付け「五湯十二楪」の献立類に箸をつけていく。朝鮮料理ではスジョ（箸と匙のセット）を食事で用いるが、キㇺチなど脂気のない料理と、焼肉など脂気のある料理とではスジョを使い分ける。クイ（焼き物）は冷たい精進物と焼きたての焼肉がセットで供されるが、焼肉は隣室に据えた火鉢で尚宮が直接焼き上げ、膳に載せて王に供する。王が湯（スープ）を飲み、チゲに口を付けたタイミングで、煎骨尚宮が鍋料理を炊き始める。やがて料理皿がいくつか空き、食事が終盤に差し掛かれば、水刺尚宮が熟水（スンニュン）の器を差し出す。王は脂気の無いきれいな匙で飯を少量掬ってスンニュンの器に入れてかき混ぜ、飯入りスンニュンで口直しとする。朝鮮料理の作法では、汁物の器を持ち上げ、じかに口を付けて飲むことは無作法とされるため、スンニュンもやはり匙で掬って飲む。

#### 食後
「五湯十二楪」はとても王のみで食べきれるものではない。残った料理は退膳間の者が下げた後、王の次の食事を整えるまでの間に退膳間の氷櫃（氷冷蔵庫）で保存される。調理や配膳に臨む尚宮たちは、空腹で粗相をしないよう必ず仕事前に食事を済ませた。その折の副食として、先刻に王が食べ残した料理が用いられる。

### 飯床以外の献立

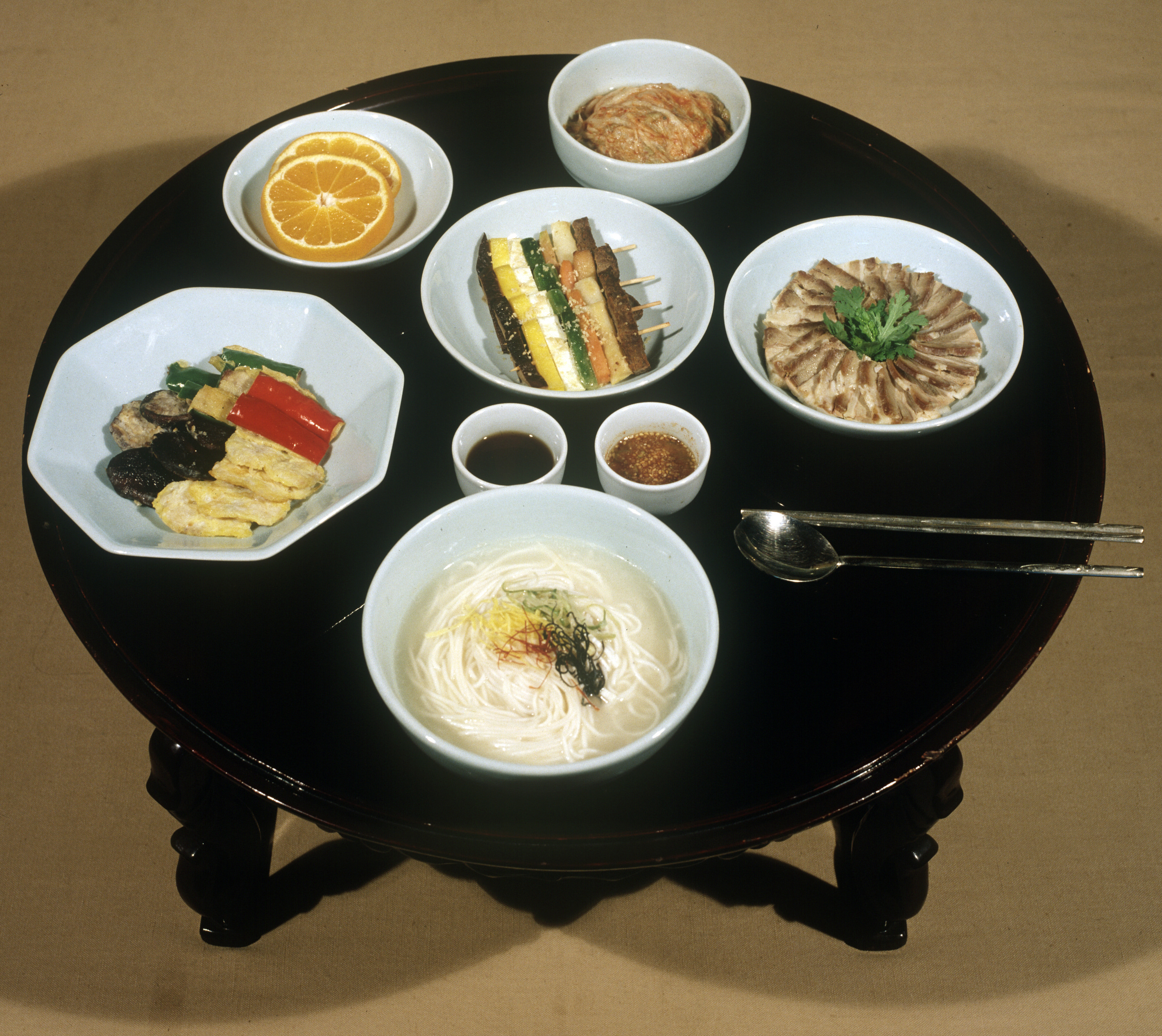
手前にクㇰス（麺）、左から煎油花（ムニエル）、陽散炙（五色の串焼き）、片肉（味付け肉の薄切り）

粥床（チュㇰサン/죽상）
粥を中心に、水キムチ類、チゲ、脯（ポ/포, 肉を干したもの）などを添えた献立。初早飯（チョジョバン/초조반, 朝一番の食事）として食べることが多く、その場合おかず類は水刺床とほぼ同じ品ぞろえとなる。
麺床（ミョンサン/면상）
麺類を中心に、キㇺチ、チㇺ（찜/蒸し煮）、膾（フェ/회, 刺身）、煎油魚（チョニュオ/전유어, 魚に衣をつけて焼いたもの）、魚菜（オチェ/어채, 魚を千切りにし片栗粉をまぶして湯がいたもの）、片肉（ピョニュㇰ/편육, 茹で肉を薄切りにしたもの）などを添えた献立。宮廷では、昼食や、食事と食事の間の茶菓床(다과상)として、あるいは誕生日や名節の日に麺床が用意された。茶菓床に麺を供する場合、用意する時間によって早茶小盤果（チョタソバンクァ/조다소반과）、晝茶小盤果（チュタソバンクァ/ 주다소반과）、夜茶小盤果（ヤタソバンクァ/야다소반과）、晩茶小盤果（マンタソバンクァ/만다소반과）などと呼ばれた。

### 文字記録に残る王の日常食
以下は、正祖の治世の1795年、『園幸乙卯整理儀軌』に記載された、王の食膳の献立である。
飯膳の大丸膳
飯（白飯、紅飯　赤豆水和炊）、羹（薺菜湯、雑湯、訥魚湯）、助致、乾青魚炒、羘饅頭、軟鶏蒸、雑醤煮、千葉卜只）、炙伊（銀口魚、牛肉内腸、熟鰒辛甘草、沈鰱魚、錦鱗魚、細乫飛、腰骨、羘、生雉、熟鰒辛甘草、牛心、鮒魚）、佐飯（淡塩民魚、半乾大口、肉醤、黄肉茶食、生雉片脯、秀魚醤、薬乾雌、薬脯、全鰒脯、不塩民魚、魚卵醤卜只、雑肉餅、魚段屑茶食、薬脯、全鰒、塩脯、全鰒脯、甘苔）、饅頭（魚饅頭）、煎（秀魚煎）、炙（華陽炙）、片肉（陽支頭片肉、猪頭片肉）、蒸（鮒魚蒸）、醢（大口魚、石花醢、鰱魚卵、明太古之、洪魚卵、蟹卵、甘冬醢）、菜（苜蓿、辛甘草、桔梗、菁根、水芹、緑豆長音、冬苽、菁笋、薑笋、辛子長音）、沈菜（交沈菜、菁根、桔梗、緑豆長音）、淡沈菜（山芥、蔓菁、菁根、青苽、水芹、柚子、生梨、雌菹、交沈菜）、醤（艮醤、醋醤、苦椒醤、水醤、煎醤）
飯膳の脇膳
湯（醋鶏湯、羘熟）、醋炙（錦鱗魚、細乫飛、牛心、腰骨、鮒魚）、蒸（鮒魚蒸）、片肉（陽支頭片肉、猪頭片肉）、魚肉（細乫飛、全雌首、陳鶏、羘、腰骨、錦鱗魚、青魚）
粥膳
米飲（大棗米飲、白甘米飲、白米飲、秋麰米飲、黄粱米飲）、膏飲。（羘、全鰒、軟鶏、紅蛤、都干伊、陳鶏、牛臀、鮒魚、生雉、魚肉）
盤果膳
薬飯、麺、饅頭（菜饅頭、生雉饅頭、魚饅頭）、餅羹、粥（豆粥、柏子粥）、湯（雑湯、莞子湯、悦口子湯、醋鶏湯、錦中湯、魚饅頭湯、生雉湯、煎鉄、間莫只湯、秀魚白熟湯、粉湯）、煎油花（秀魚、肝、羘、生雉、海参、全鰒、鶉鶏）、片肉（熟肉、猪肉、陽支頭、猪頭、猪胞、牛舌、猪足）、蒸（軟猪蒸、軟鶏蒸、雑菜、海参蒸、鮒魚蒸）、炙（全雉首、花陽炙）、魚菜膾（全鰒膾、魚肉膾）

### 文字記録に残る宴の献立
宮中では慶事に伴い祝宴が催された。式次第の一部始終を記した書類は「儀軌」と呼ばれ、宴の献立も詳細に記される。純祖27年（1827年）に催された母后・金氏のための宴会は「慈慶殿進爵整礼儀軌」に記されているが、王と王妃に供せられた「進饌床」の料理は46品、進御小盤果床の料理は28品であった。詳細は以下の通となる。
王と王妃の進饌床
薬果、軟薬果、饅頭果、軟絲果、両糠飣、三色蓼花、各種の糖（砂糖、橘餅、八宝糖、玉春糖、御菓子、山蜜棗、人参糖）、竜眼茘枝、松栢子、黒荏胡麻茶食、黄粟茶食、紅緑末茶食、松花茶食、生梨、柘榴、柚子、紅柿、生栗、生棗、栗卵、棗卵、薑卵。緑末餅、各種の生果（生薑、蓮根、山査子、冬瓜、木瓜、桔梗の根、生栗など）、梨熟、花菜（梨、柚子、柘榴）、戴肉（干物。黄鱈、白鱈、ヒラメ、エイ、鮫、黄脯）、烏賊、片脯槌鮑、蛸、大鮑、乾雉、昆布など）片肉、甲膾、魚菜（茹で魚の野菜和え。鯔、牛の直腸、胃、豚肉、豚の胎児、海参、イワタケ、生姜、桔梗の根など）、鮑と貽貝の炒め物、花陽炙、煎油花（牛の胃、肝、鯔、海参、ハツ、豚肉）、軟猪蒸、全雉首（キジの丸焼き）、錦中湯（陳鶏、海参、鶏卵、大根、干瓢、椎茸の汁物）、雑湯（牛の胃、直腸、頭骨、陳鶏、ハツ、豚の胎児、豚、鮑、海参の汁）、鮒蒸し、槌鮑湯、木麺餅匙、薬飯、甑餅、粳甑餅、助岳（餡入りの炙り餅）雑果餅、岩茸団子、蜂蜜
これら膨大な宴席料理を調えるには水刺床の職員ではとても手が回らず、別に「内熟設所」「厨院熟設所」という大規模な仮設の厨房を設けた。内部は190もの部屋があり外部から招かれた100人以上の男性料理人・待令熟手（テリョンスㇰス/대령숙수）が数日がかりで国王夫妻をはじめ数百人もの招待客の為に宴を整えた。豪華な食膳に比べ、彼ら料理人に支給される食事は、白餅3個に串焼き1本、清酒1杯のみだった。

### 主食類

#### 水刺（スラ）
スラ(수라)は飯である。王の食事には2種類の飯を出すものとされる。白米飯に、小豆など別の穀物を炊きこんだ飯が組み合わされる。王と王妃の飯のみは2人分のみ、専用の石釜で炊く。
- フィンスラ（흰수라）: 白米飯
- 紅バン（ホンバン/홍반）: うるち米に小豆を炊きこんだ飯
- 五穀スラ（オゴクスラ/오곡수라）: 五穀飯。米に小豆、もち黍、豆など5種類の穀物で炊いた飯
- 骨董飯（コㇽトㇽバン/골동반）: 味付け牛肉や卵、ナムㇽをあしらった飯。いわゆるビビンバ

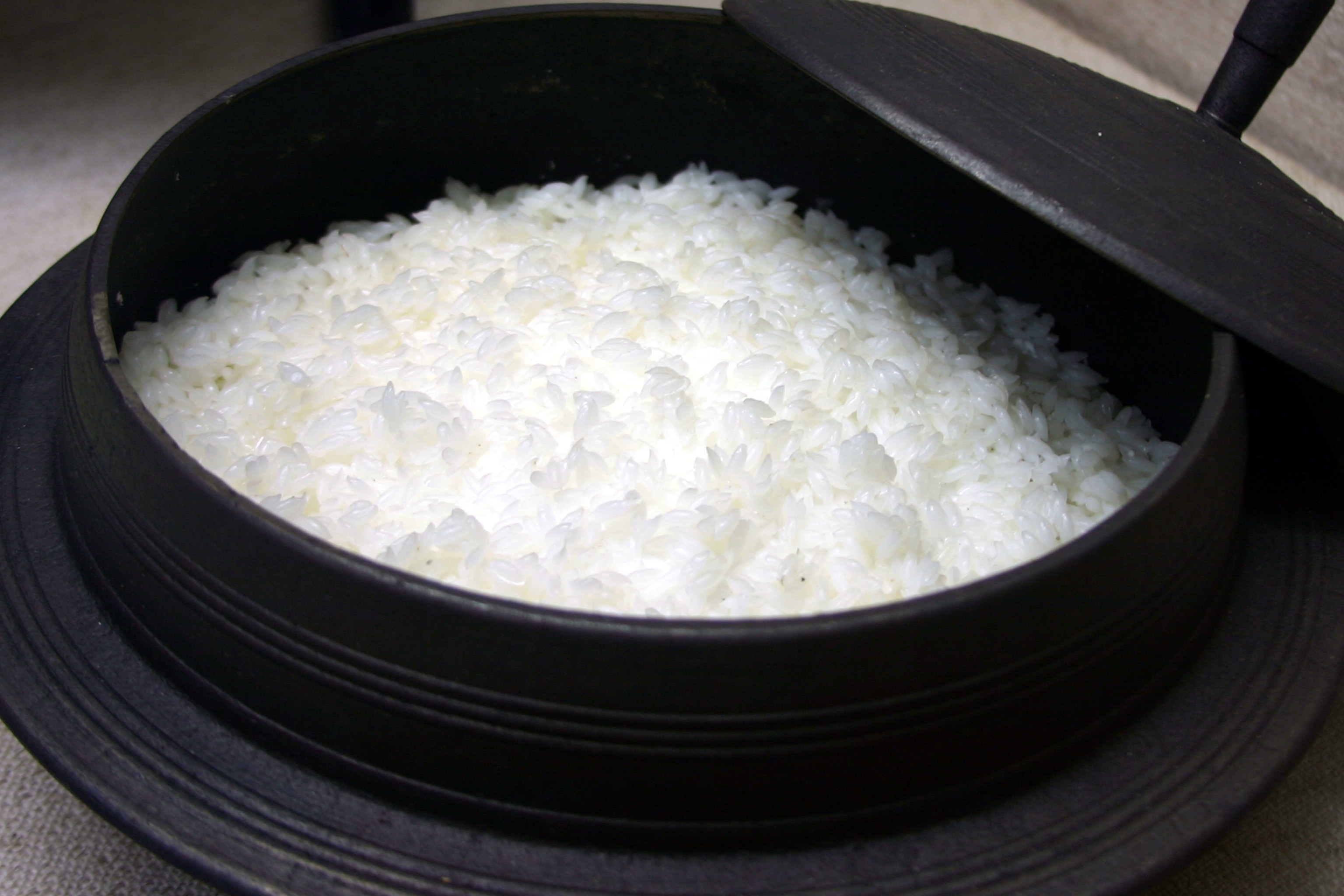
白米飯。朝鮮の釜は、本体も蓋も鉄製
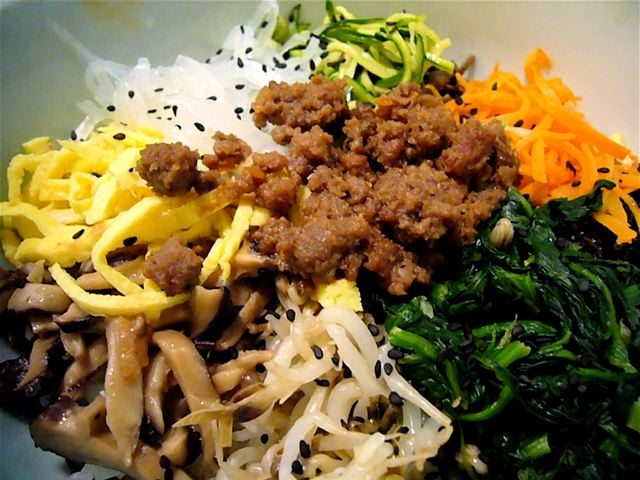
骨董飯。いわゆるビビンバ
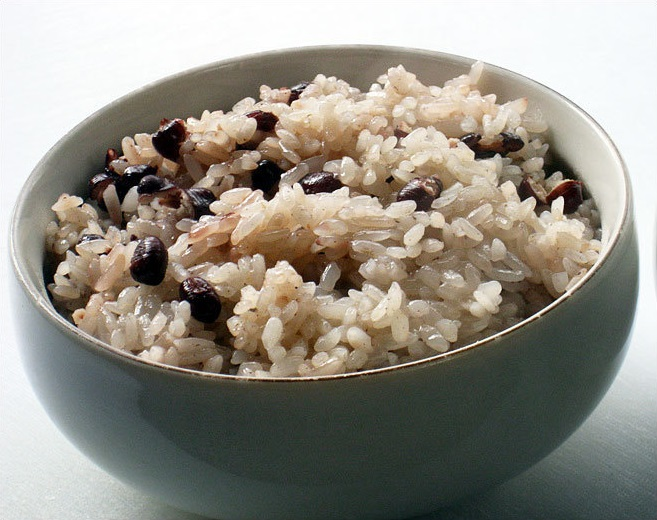
小豆飯
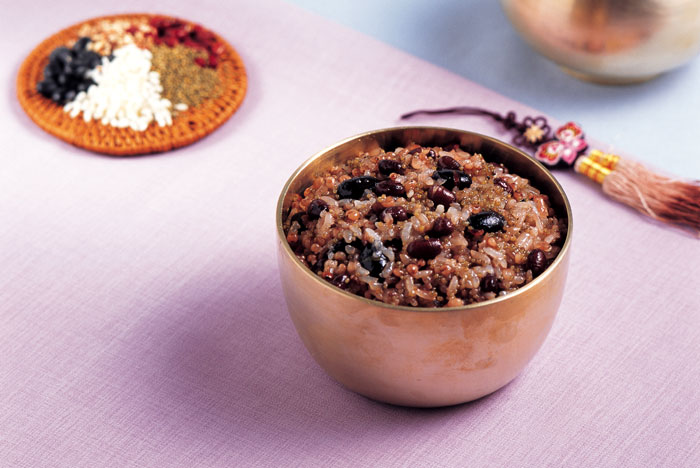
五穀飯

#### チュッ、 ミウㇺ、ウンイ
朝鮮料理の粥にはチュッ（죽）、米飲（ミウム/미음）、 薏苡（ウンイ/응이）がある。 チュッはミウㇺより食感が濃い。ミウㇺは米をある程度煮てから裏ごしした、ポタージュ風の粥である。ウンイは澱粉を炊いたもので、ヨーロッパの グリュエルに似ている。
王が朝に目覚めて一日最初の食事は粥の膳で、白粥、きのこ粥、松の実粥などが日替わりで出される。付け合わせはトンチミやナバㇰキムチ（白菜の水キムチ）に、スケトウダラの干物の身を叩いてほぐしたもの、醤油など。朝に粥を摂ることで、王と王妃は一日の活力を取り入れるとされた。
- 五味子ウンイ（オミジャウンイ/오미자응이）: オミジャ（チョウセンゴミシ）の実を煮て、蜂蜜を加えさらに煮る。オミジャを取り出した上で汁にリョクトウ の澱粉を加えてさらに煮る。
- ソㇰミウㇺ（속미음）: もち米、ナツメの実、高麗人参、栗を煮る[66]
- 生鰒粥（英語版） （チョンポㇰチュッ/전복죽）：米と共に細かく刻んだアワビの身、アワビの内臓を煮る。
- チャッチュッ（英語版）（잣죽）: 松の実粥。米とチョウセンゴヨウの実をそれぞれ水に漬けてすり潰す。米のペーストを炊き、徐々に松の実のペーストも加えて共に煮る。盛り付けて、砕いた松の実をあしらう[67]。
- 杏仁粥（ヘンインチュッ/행인죽）: アンズの種の胚乳「杏仁」入りの粥。
- 黒荏子粥（英語版）（フギㇺジャチュッ/흑임자죽）: 黒ゴマをすり潰して米とともに煮る。
- 駝酪粥（英語版） （タラㇰチュッ/타락죽）: 乳粥。すり潰した米を牛乳で煮る。
- チャングㇰチュッ（英語版）（장국죽）: 醤油味の肉汁で炊いた粥。シイタケを具として入れる。
- ほかにも多彩な粥が主に早朝の膳として供せられた。

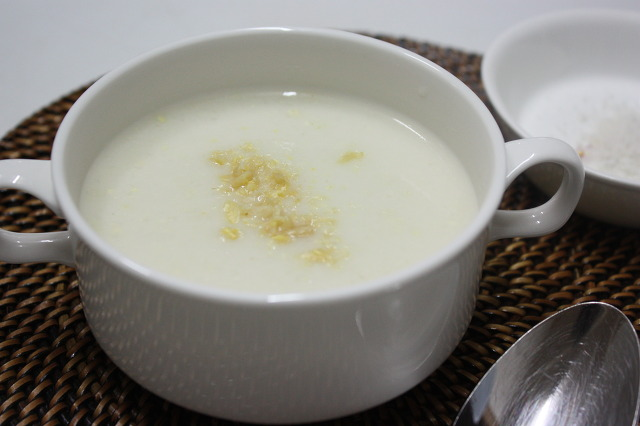
松の実粥
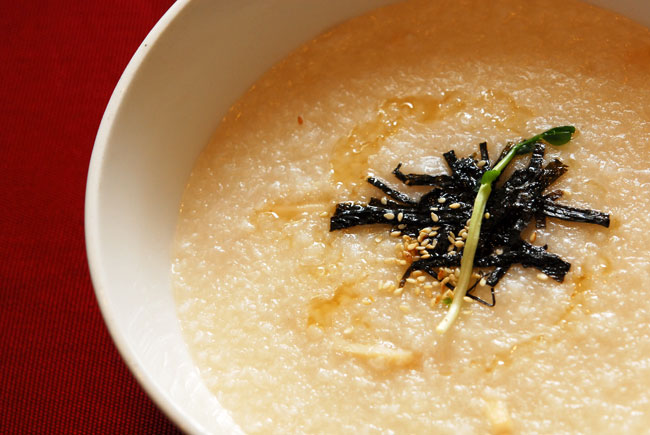
全鰒粥
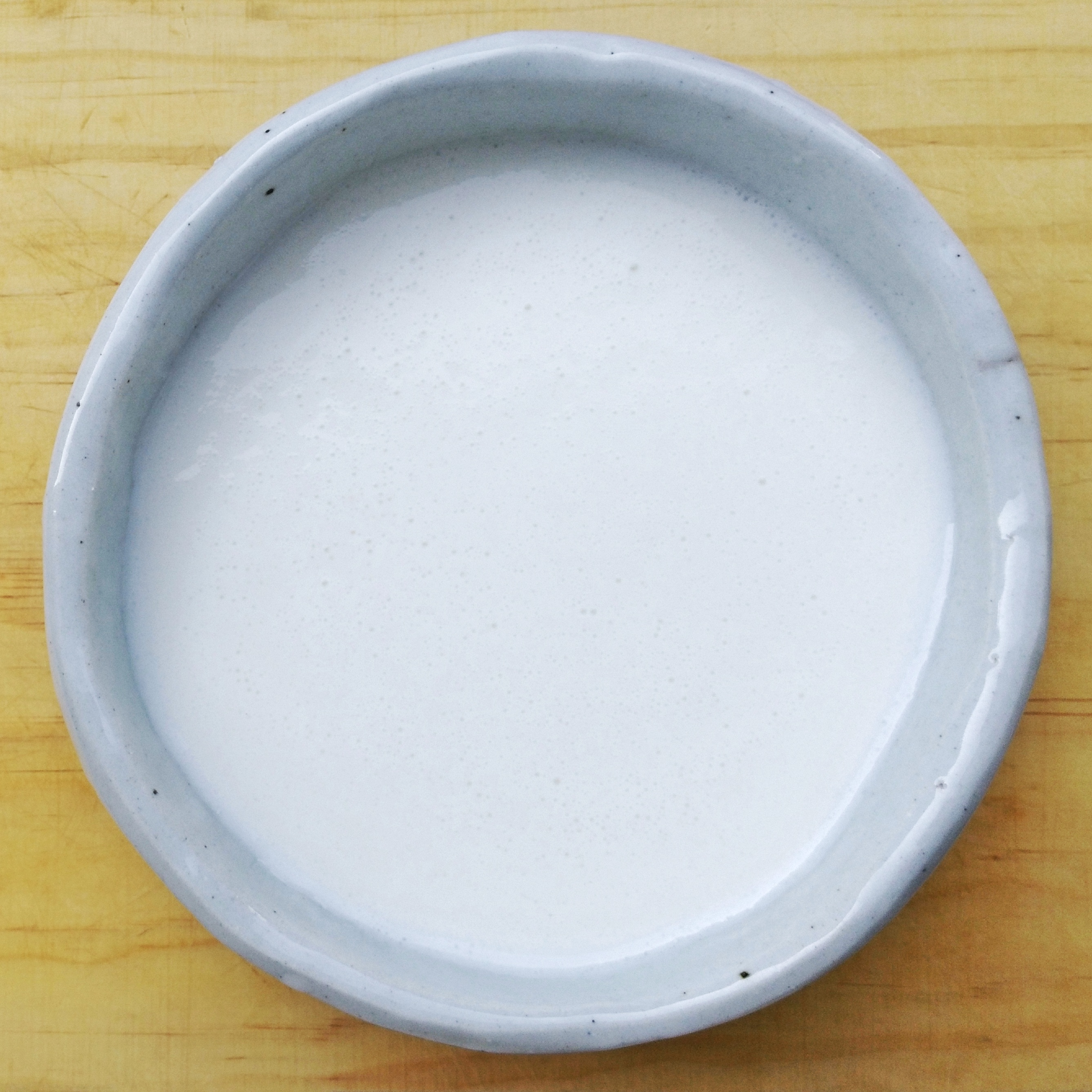
駝酪粥
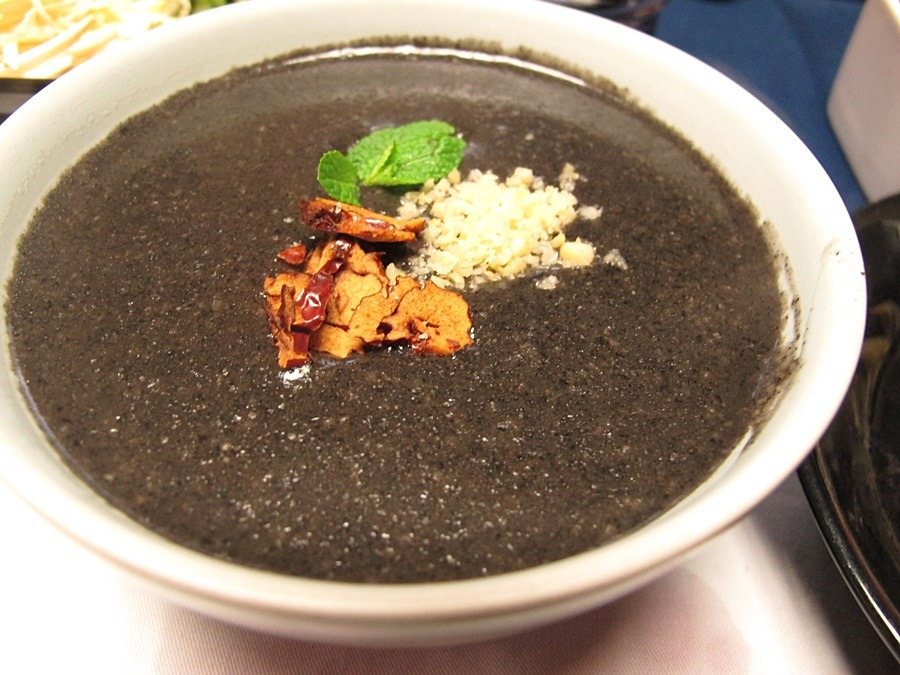
黒荏子粥
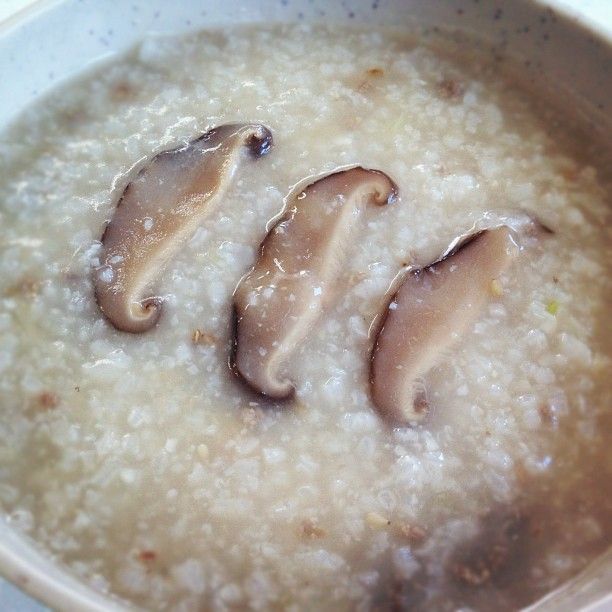
チャングㇰチュッ

#### クㇰス
クㇰス（국수） 、あるいは麺（ミョン/면）は朝鮮語で麺を意味する。蕎麦粉と小麦粉製のものがあり、主に蕎麦粉製のものが好まれる。
- 麺新設炉（ミョンシンソンロ/면신선로）: 鍋料理「神仙炉」に麺を加えたもの。牛すね肉、ミツバ、刻んだ竹の子をユッス（牛肉の出汁）で煮る。最後に茹でた麺を加える。日常の食膳よりも、酒宴の酒肴として作られる[68]。
- 温麺（オンミョン/온면）: 温かい麺。具として片肉、錦糸卵をあしらい牛ブリスケットの出汁を注ぐ
- 卵麺（ナンミョン/난면）: 鶏卵を練りこんだ小麦粉の麺を牛肉の出汁で味わう。
- トミミョン（도미면）: 鯛、錦糸卵、銀杏 、肉団子、クルミ、松の実を添えた汁麺。
- このほかビビンククス、冷麺も人気がある。王朝後期の王・高宗は冷麺が好物だったが塩辛いもの、辛いものが苦手だった。そこで高宗には汁に肉出汁ではなくトンチミ（大根の水キムチ）の汁のみ、具には片肉（英語版）と梨と松の実のみの冷麺を供したという[69]。

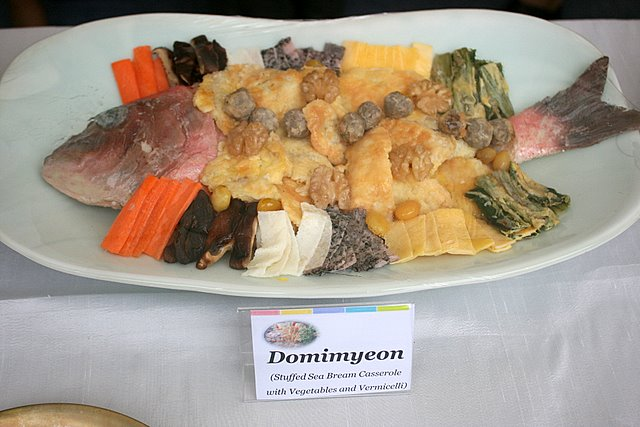
唐麺（春雨）や野菜とともに蒸した鯛
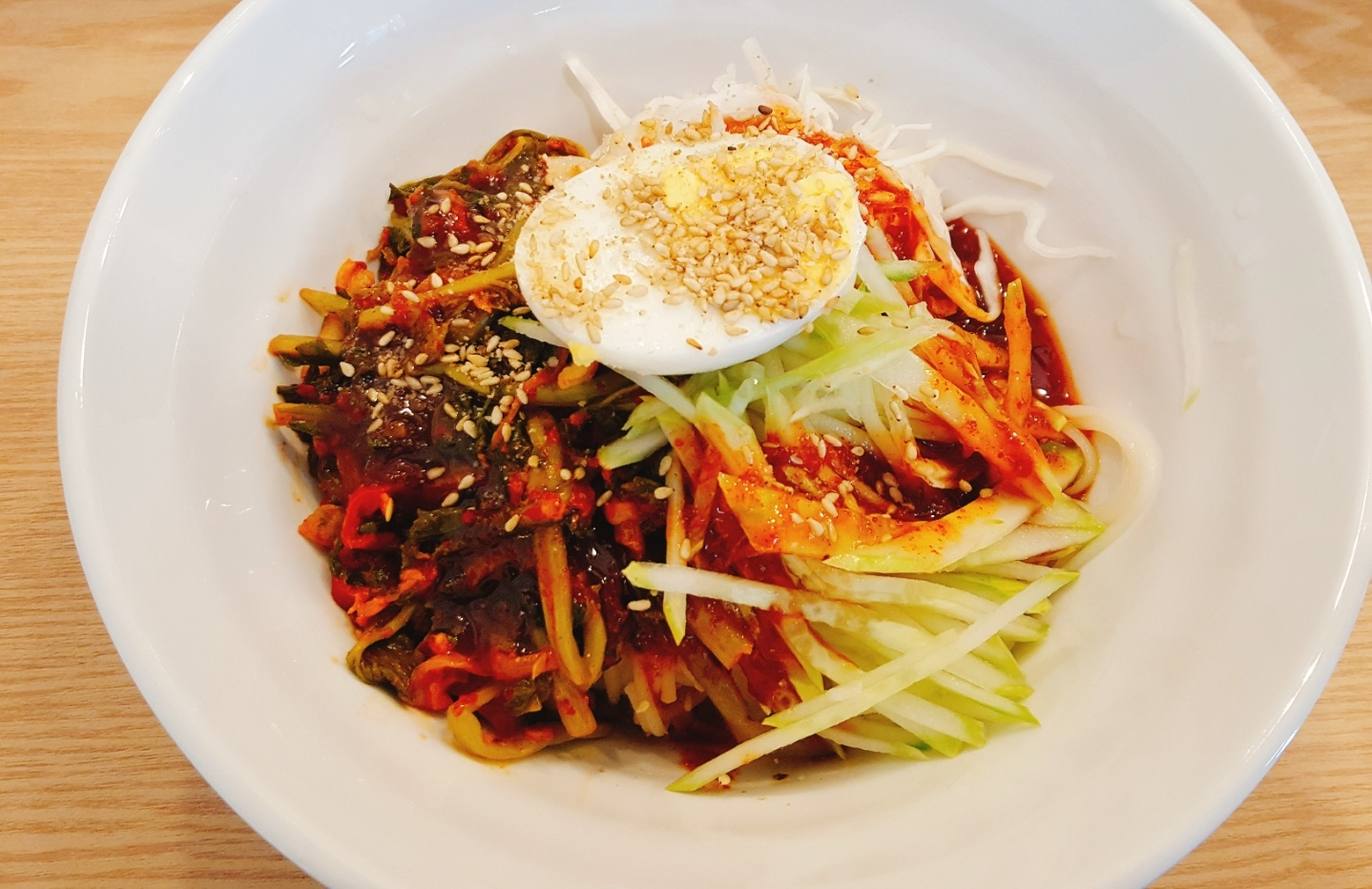
ビビンクㇰス
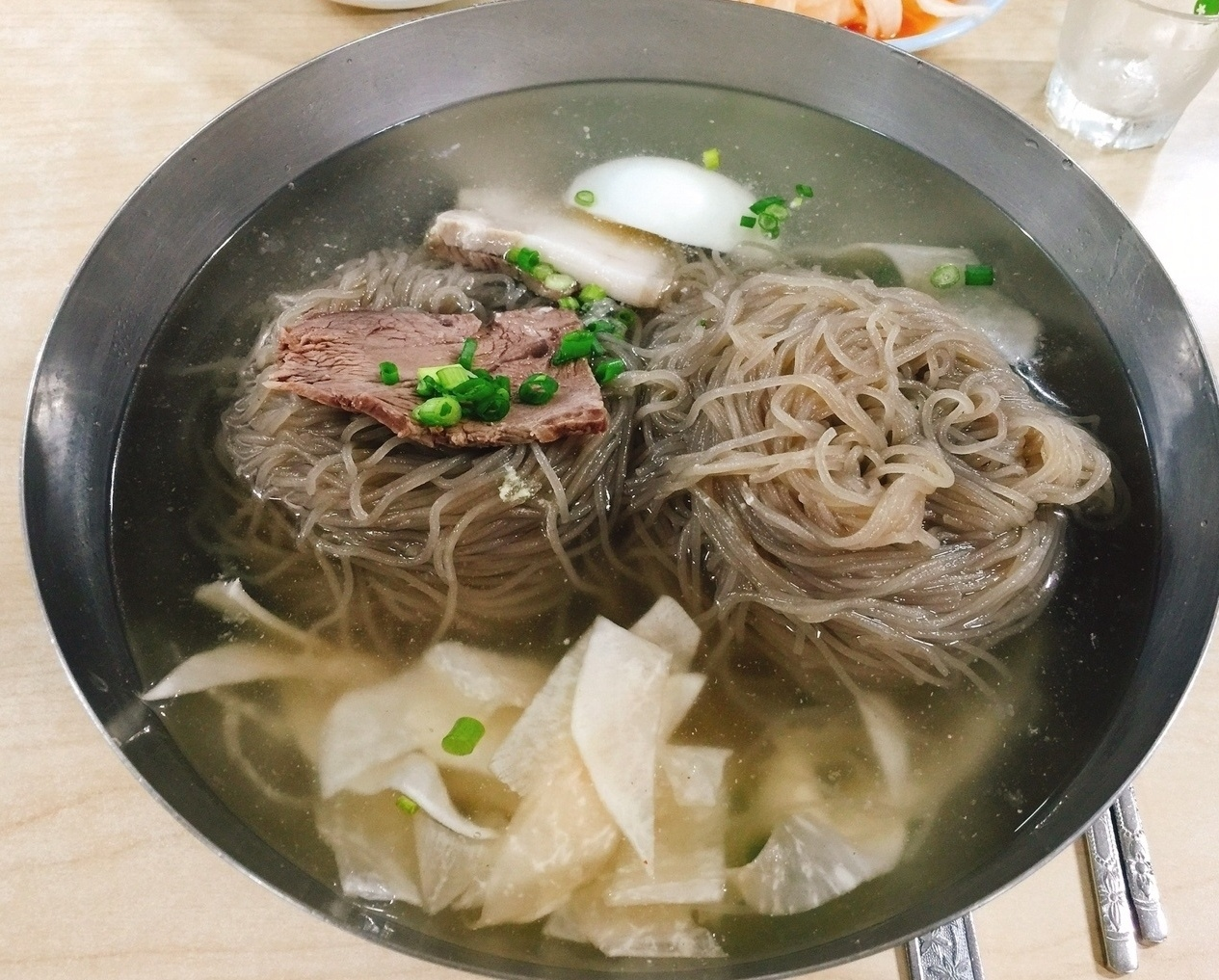
冷麺

#### マンドゥとトックㇰ
饅頭（マンドゥ/만두）は、茹で餃子か蒸し餃子に似た食品である。 蕎麦粉か小麦粉の生地でさまざまな具を包み、蒸すか汁で煮る。  トックㇰ （떡국）は、 トㇰ  （떡）と呼ばれる朝鮮伝統の餅を入れた汁物である。
- ジャンクㇰマンドゥ（장국만두）: キムチ、豚肉、豆腐を詰め物にする。
- センチマンドゥ（생치만두）: 雉肉、 セリ、白菜、シイタケを蕎麦粉の生地で包み、肉の出汁で煮る。
- 冬瓜饅頭（トンガマンドゥ/동아만두）: 冬瓜、鶏肉、澱粉を材料とする。包んでから肉出汁で煮込む。
- ピョンス（英語版） （편수）: 牛肉、緑豆もやし、イワタケを素材として入れる
- トックㇰ （떡국）:  トㇰ  を銭に見立てて丸く切り、肉の出汁に入れた汁物。具として錦糸卵、炒めた挽肉を添える。
- キュアサン（규아상）: ナマコ型の饅頭
- 魚饅頭（英語版）（オマンドゥ/어만두）: 白身魚の切り身で、野菜や挽肉などの具を包む。

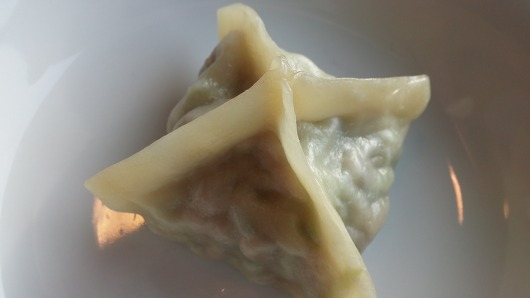
ピョンス
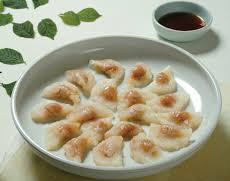
魚饅頭
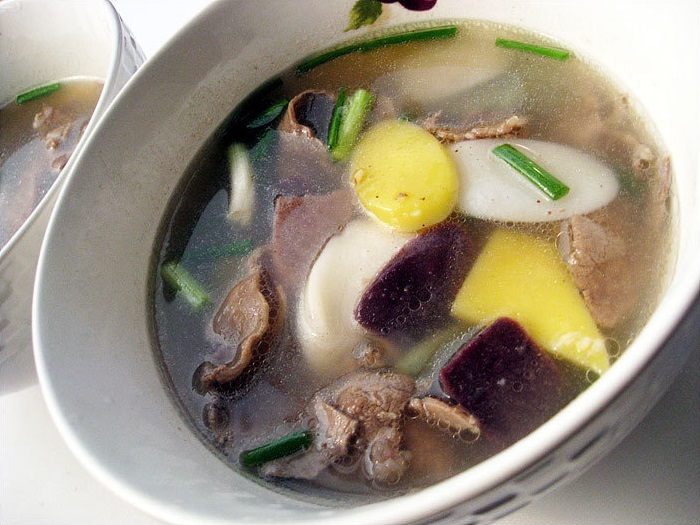
トックㇰ

### 五湯

#### 湯（タン）
湯は、朝鮮伝統のスープである。牛すね肉、牛骨、ブリスケットから取ったユッス（肉出汁）をベースに、肉や野菜の素材を入れる。なお朝鮮の固有語でスープ料理はクㇰ（국）だが、宮中の文字記録では湯（タン）、あるいは羹（ケン）と表記されている。
- マㇽムングㇰ（맑은 국）: 澄んだ辛いスープ[71]。ムグㇰ（무국、大根スープ）、カルビタン 、ミヨックㇰ（わかめ汁）、スケトウダラの干物を入れた北魚クㇰ（プㇰオクㇰ/북어국）などがある。
- コㇺグㇰ : 素材を長時間煮込んで白濁させたスープ。コㇺタン（곰탕）、 ソㇽロンタン （설렁탕）、ユッケジャン（육개장）などがある。
- 土醤クㇰ（トジャンクㇰ/토장국）: 味噌汁。テンジャンで味付けした汁物。白菜やホウレンソウを具として用いる[72]。
- ネングㇰ（냉국）: 冷たいスープ。 鶏と胡麻入りのケグㇰ（깻국）、胡瓜入りのオイネングㇰ（오이냉국）、冷製ワカメスープのミヨㇰネングㇰ（미역냉국）がある。
- 竜鳳湯（ヨンポンタン）:「鯉と鷄」をベースとして、牛ヒレ、干しアワビ、ナマコ、大根、芹を煮込んだスープ[73]。

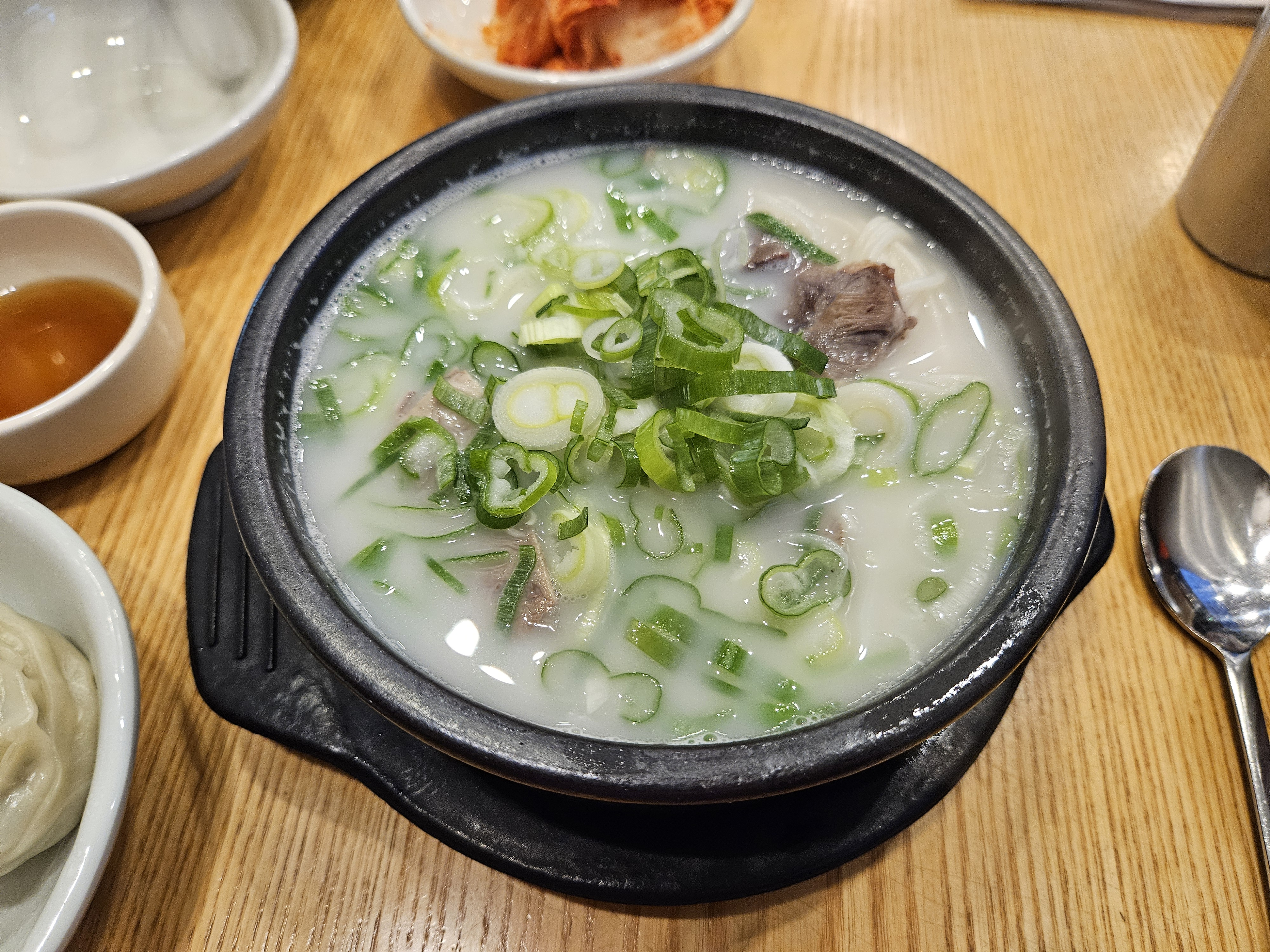
ソㇽロンタン
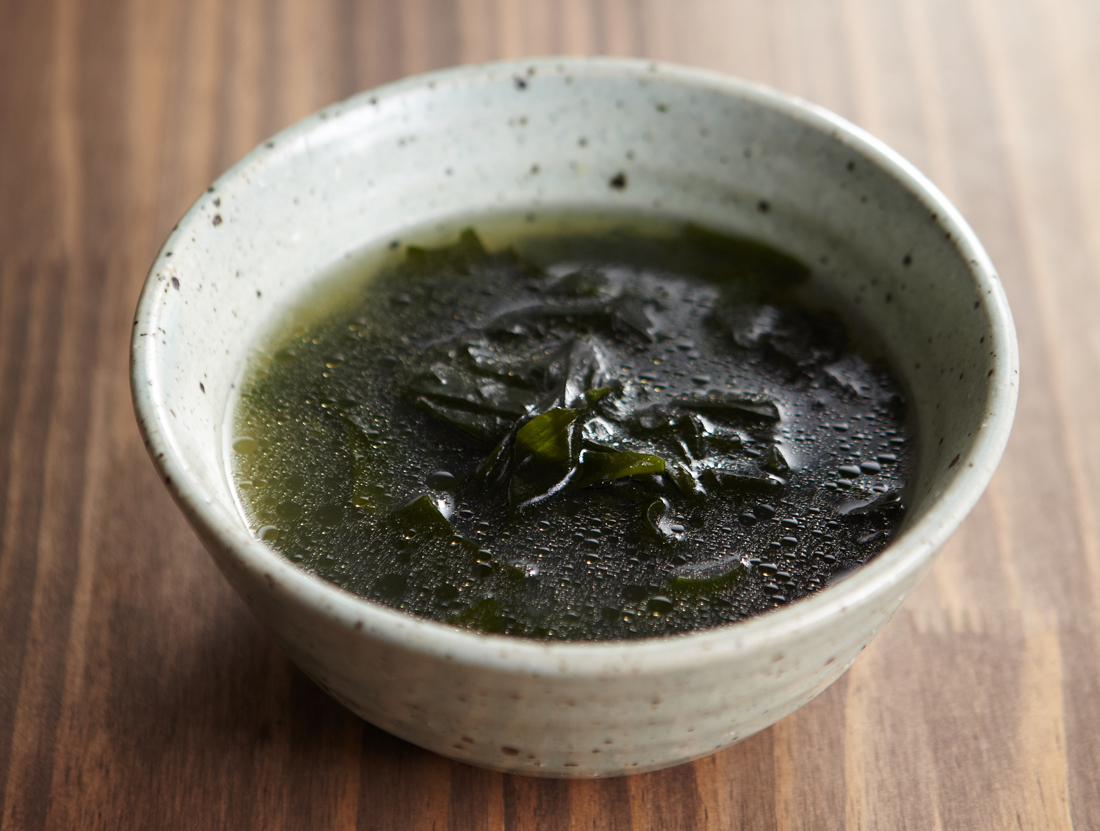
ミヨックㇰ。白米飯には必ず添えられる。
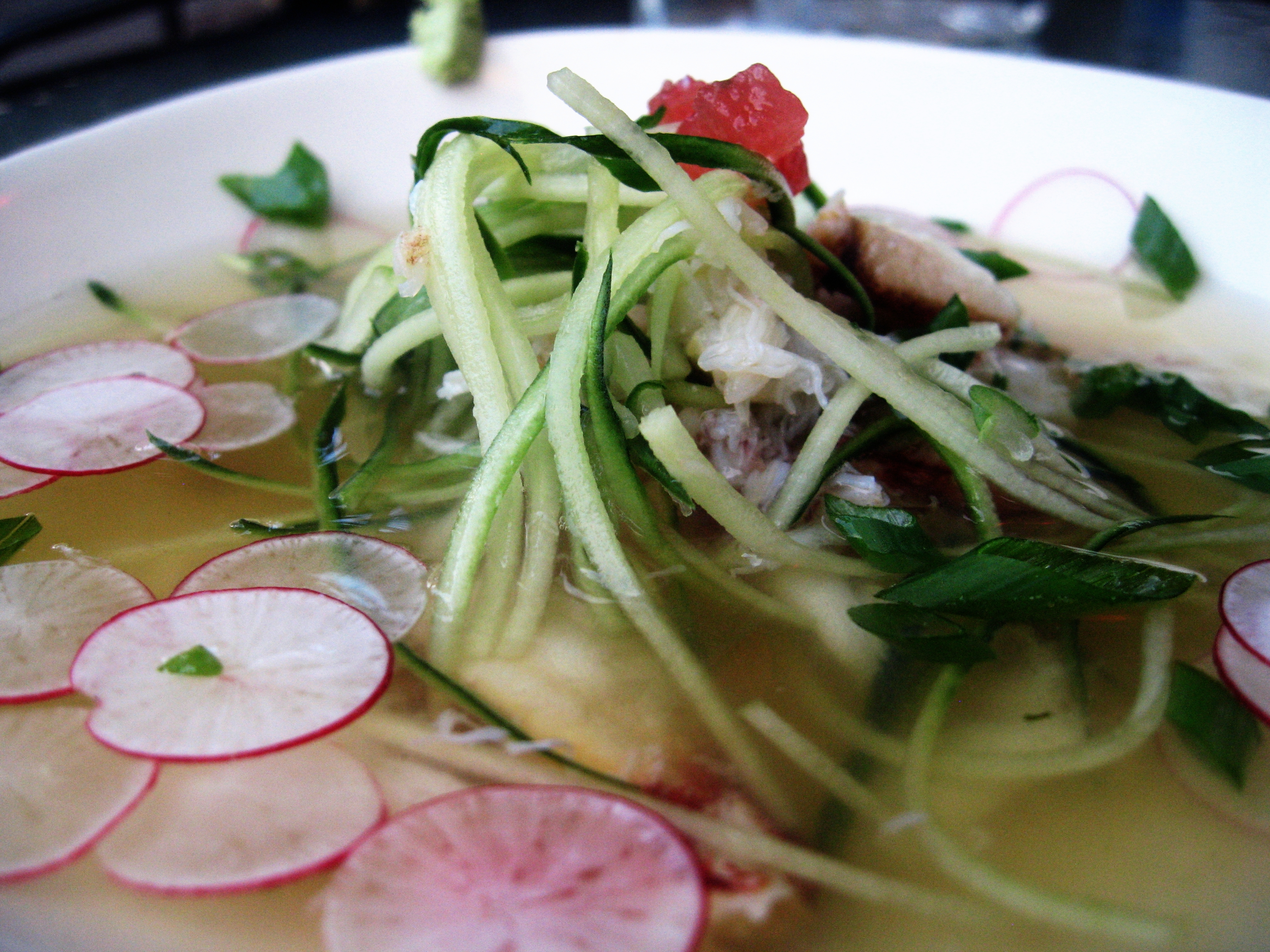
胡瓜とワカメのネングㇰ

#### チョチとカㇺジョン
チョチ（조치）とカㇺジョン（감정）は、いわゆるチゲ（鍋料理）である。宮中では「チゲ」（찌개）と発音する際の口の形が悪いとされ、宮中言葉では塩やセウジョッで味付けしたものをチョチと称し、文字では「鳥雉」と記す。コチュジャンで味付けしたものは宮中でカㇺジョンと称する。
- 蟹のカㇺジョン
- 胡瓜のカㇺジョン
- 牡蠣のカㇺジョン
- 朝鮮カボチャ（エホバㇰ/애호박）のチョチ
- 魚チョチなど

#### チㇺとソン
チㇺ（찜）: は牛肉や豚肉、魚と野菜の蒸し煮。膳（ソン/선）は肉やネギなどの具を詰めた豆腐や野菜の蒸し物である。文字記録でチㇺは「蒸」と記され、秀魚蒸（ボラのチㇺ）、軟鶏蒸（ひな鶏のチㇺ）、生鰒蒸（新鮮なアワビのチㇺ）などが宮廷宴会の献立の記録に残る。
- 河豚 のチㇺ
- プレチㇺ（부레찜）:魚の鰾（浮袋）のチㇺ
- 鯛のチㇺ
- 牛テールのチㇺ
- 豆腐膳（トゥブソン/두부선）:豆腐 に詰め物をして蒸す。
- 茄子膳（カジソン/가지선）:ナスに切れ込みを入れ、詰め物をして蒸す。
- オイ膳（オイソン/오이선）:胡瓜の蒸し物。
- 胡朴膳 (ホバクソン/호박선):朝鮮カボチャの蒸し物。
- ム膳（ムソン/무선）:ム（朝鮮在来の大根）の蒸し物。
- 白菜膳（ペジュソン/배추선）:白菜の蒸し物。白菜の葉で具を包んで蒸す。

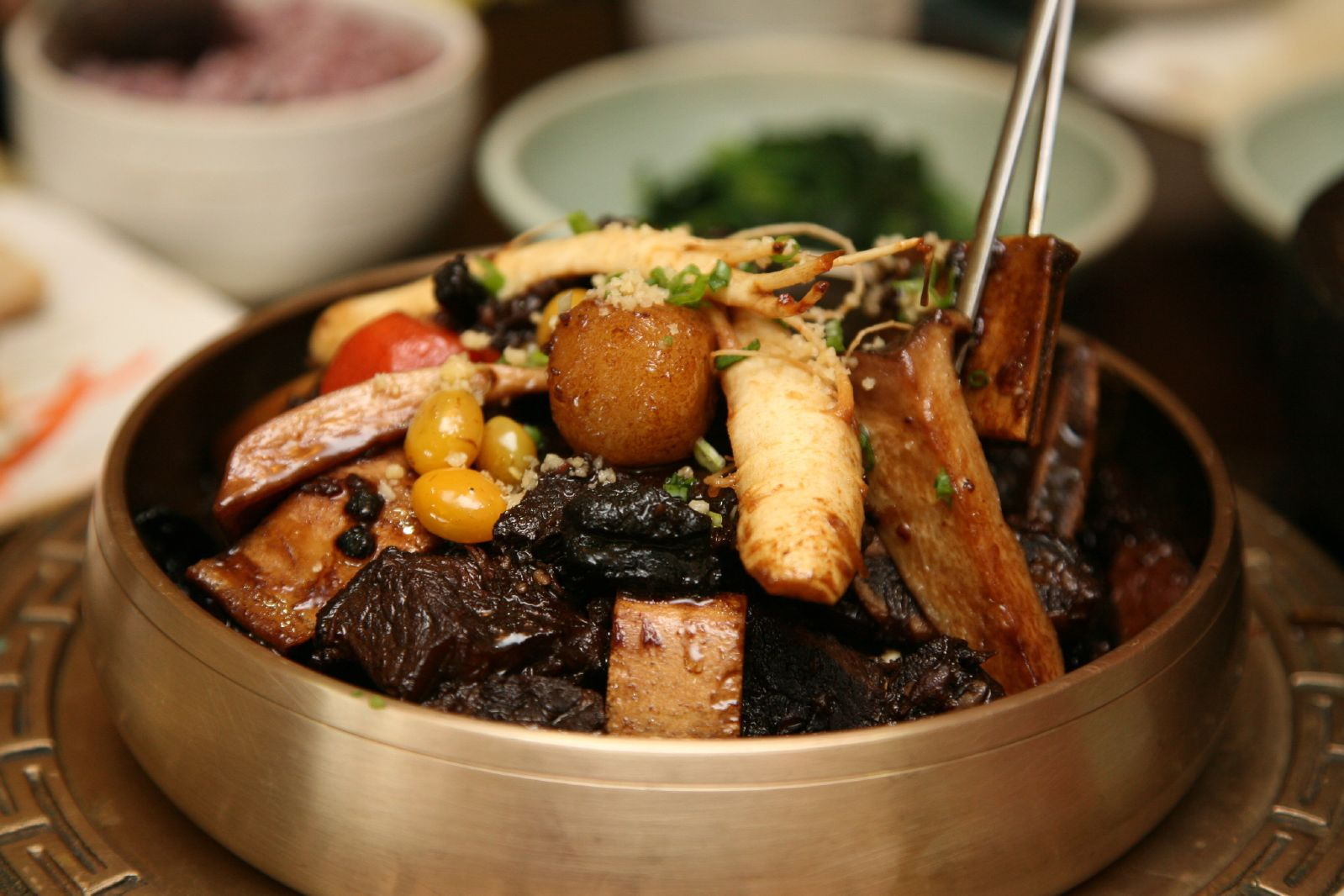
カルビチム
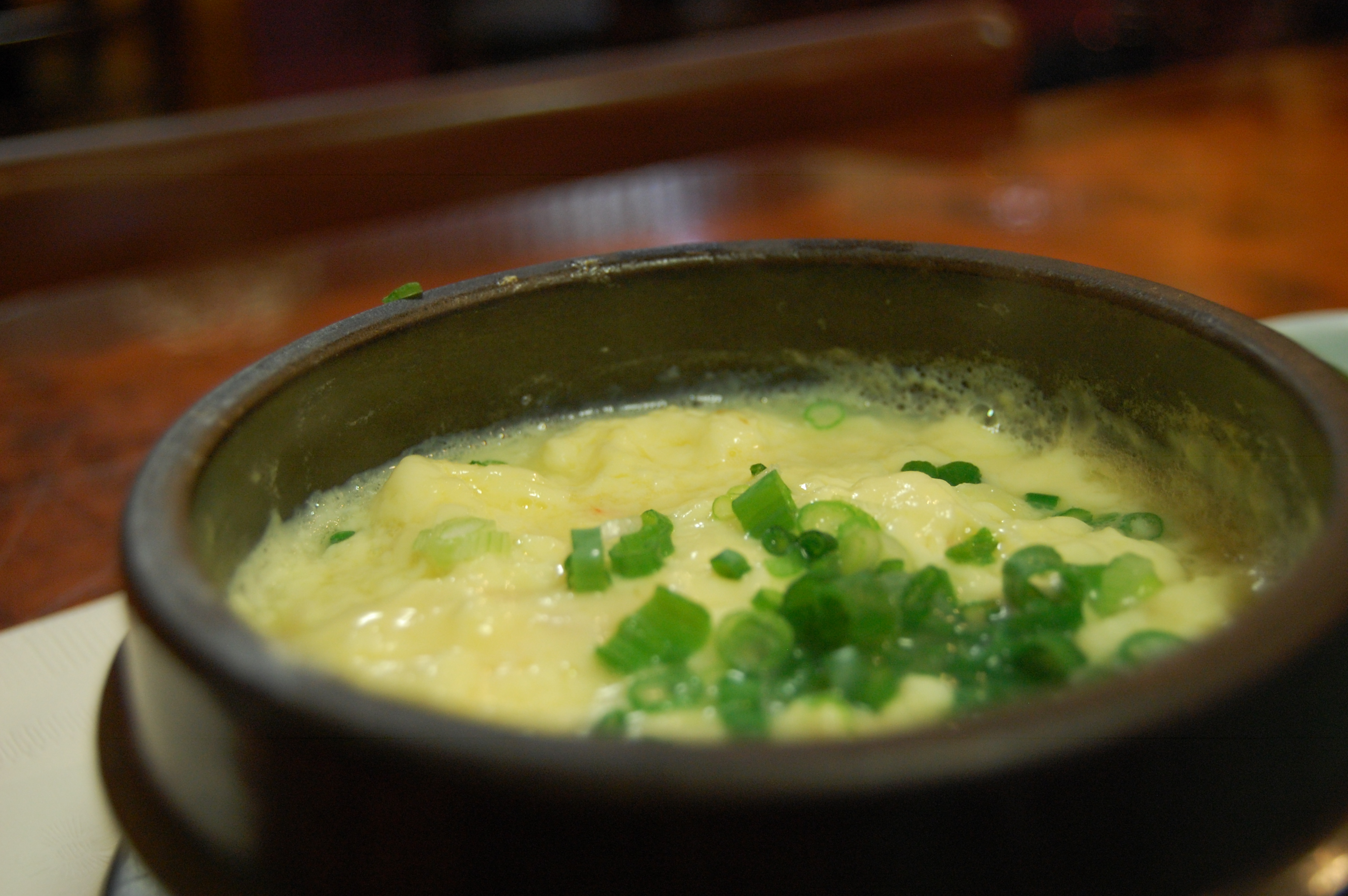
鶏卵チㇺ（蒸し卵）
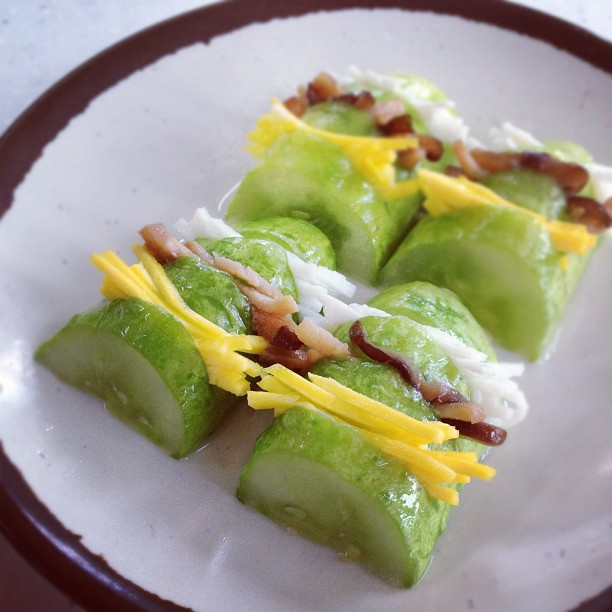
オイ膳（胡瓜の蒸し物）
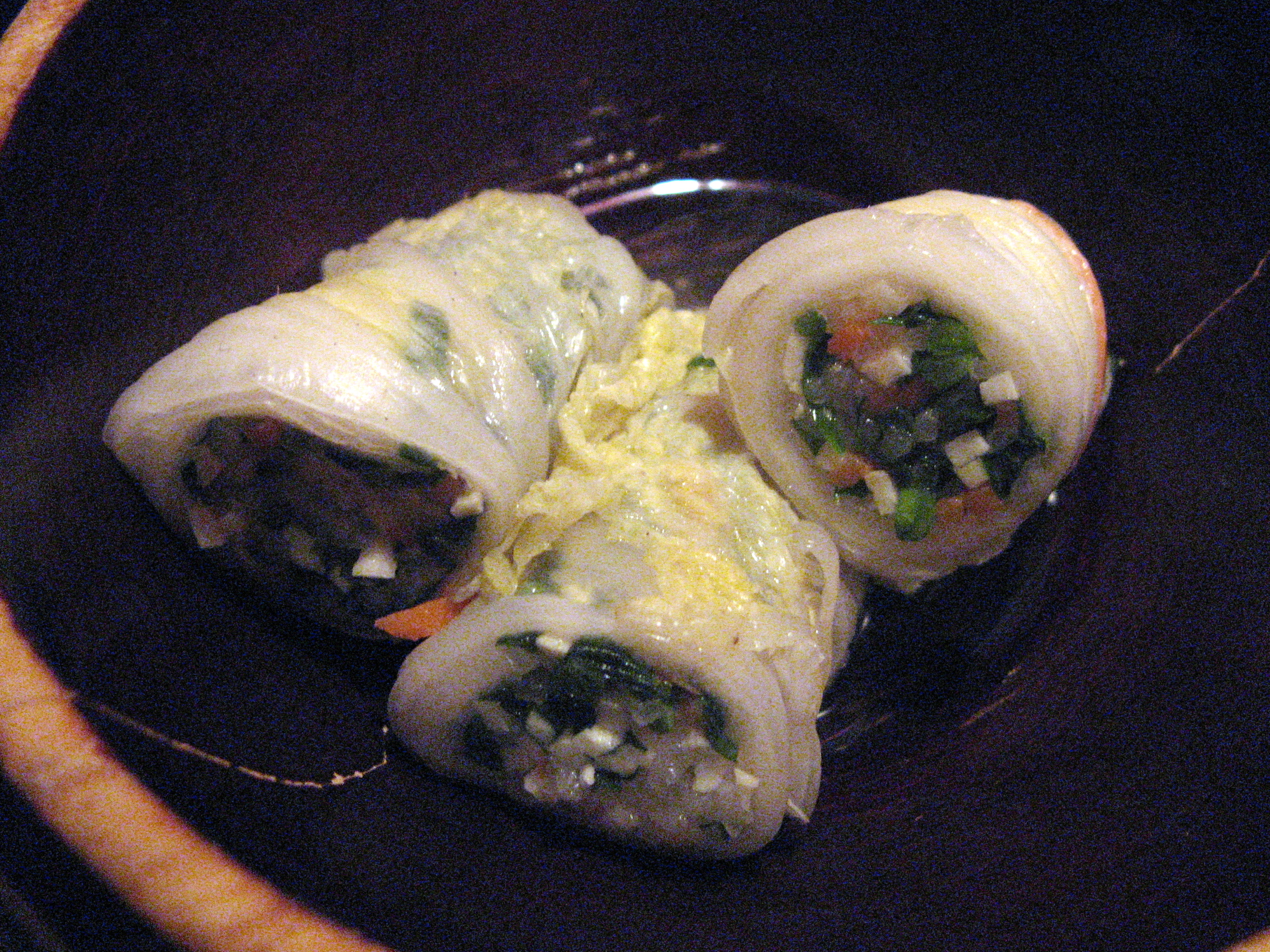
白菜膳（白菜の蒸し物）
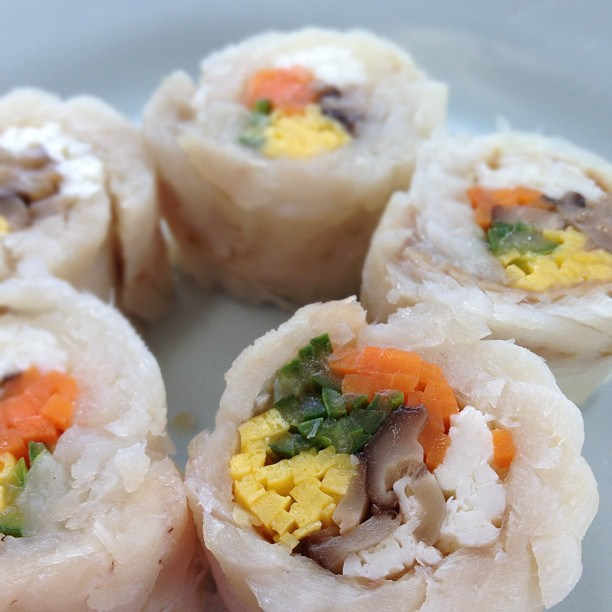
魚膳（オソン）。白身魚の薄切りで具を包んで蒸す

### 鍋料理
煎骨（チョンゴㇽ/전골）： 帽子を逆さにしたような形の鍋の中央に出汁を入れ、炭火で熱して野菜を煮る。帽子のつばに当たる部分では、薄切りにした肉を焼く。宮中料理としては1868年の『進饌儀軌』に初めて現れる。
神仙炉（シンソンロ/신선로）：「シンソンロ」は記録の表記に揺れがあり、『東国歳時記』には「神仙炉」、1868年の『進饌儀軌』には「新設炉」、1882年の東宮嘉礼時の御床記には「新説炉」と表記される。いずれも中央に煙突が貫く形式の熱効率が良い鍋にフナやボラの煎油魚（チョニュオ。魚の煎）、乾燥アワビ、ナマコ、ネギやニラ、松の実を彩りよく配置し、出汁を注いだうえ炭を焚く炉に載せた状態で供せられる。なお「神仙炉」は民間での名称で、宮中では「口を喜ばす素材の汁物」の意で「悦口資湯」（ヨㇽグジャタン/열구자탕）と呼ばれる。
- トミ グㇰス チョンゴㇽ:鯛と麺を煮る
- ナㇰチ チョンゴㇽ:テナガダコのチョンゴㇽ
- トゥブ チョンゴㇽ:豆腐のチョンゴㇽ
- スンギアタン:19世紀以降の『進饌儀軌』や『閨閤叢書』に、宮中の料理として「勝只雅湯」「勝妓楽湯」の表記で「スンギアタン」なる鍋料理が登場する。鶏の腹にキノコやネギを詰め酒や酢で煮た鍋料理、あるいはボラや牛モツを出汁で煮て卵を落とした鍋料理で、「妓生や音曲の楽しみにも勝る味」であることから命名されたという[80]。

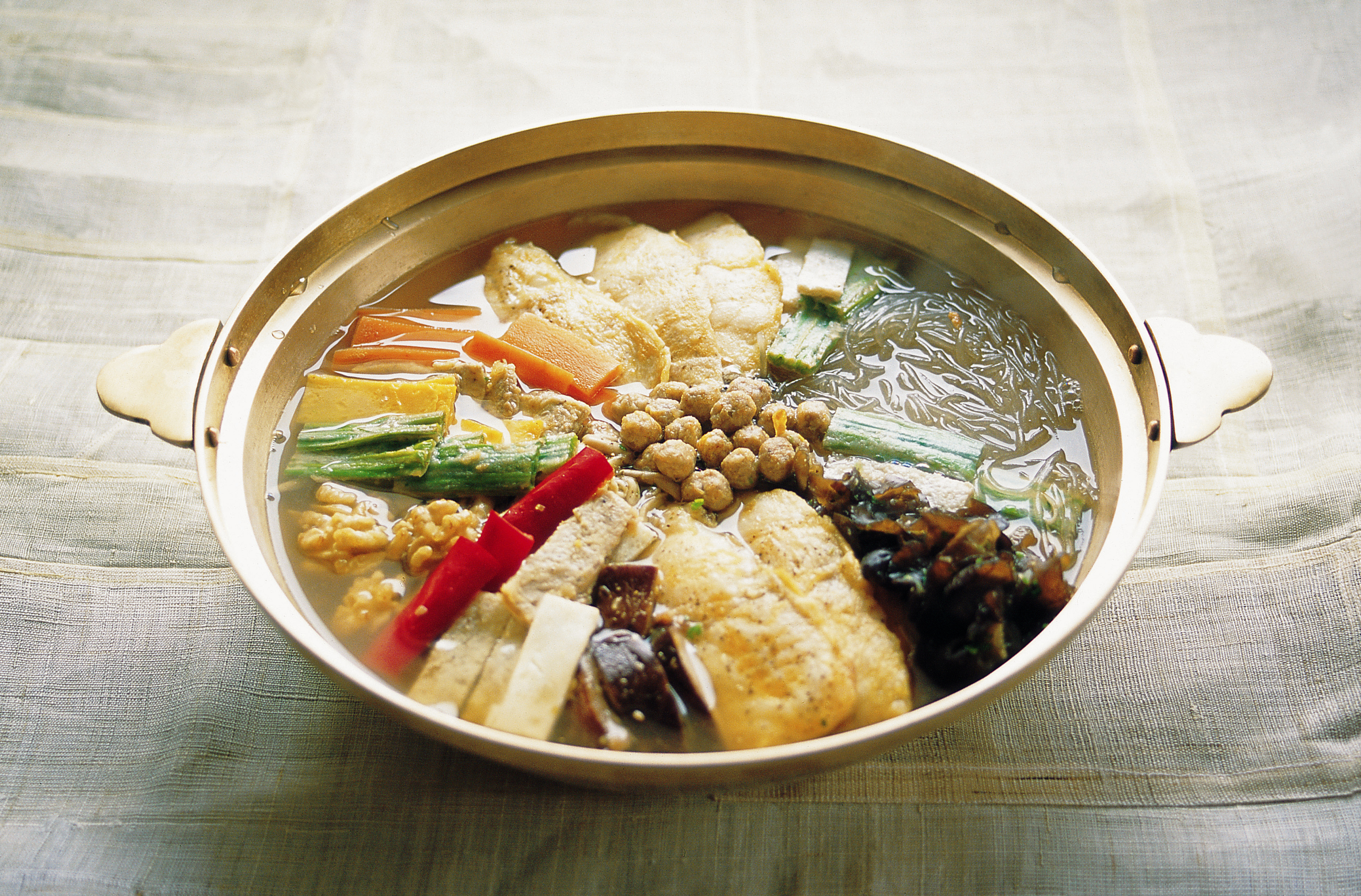
チョンゴル
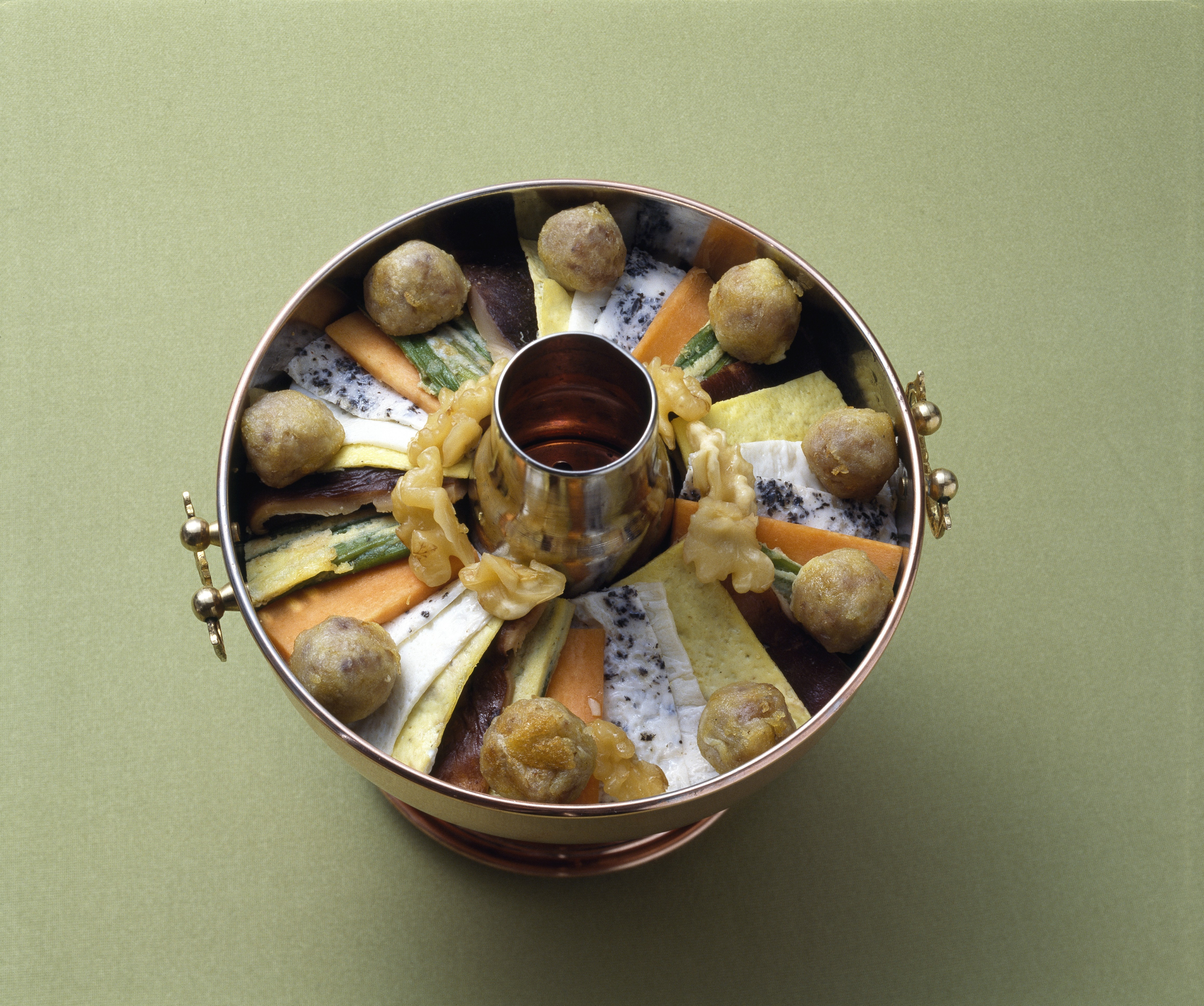
神仙炉

### 十二楪

#### 生菜
生菜（センチェ/생채）は、生野菜を酢や醤油、辛子で味付けした和え物である。
- ム センチェ（무 생채）:大根の和え物
- オイ センチェ（어이 생채）:胡瓜の和え物
- トドㇰ センチェ（더덕 생채）:ツルニンジンの根の和え物
- トラジ センチェ（도라지 생채）:キキョウの根の和え物

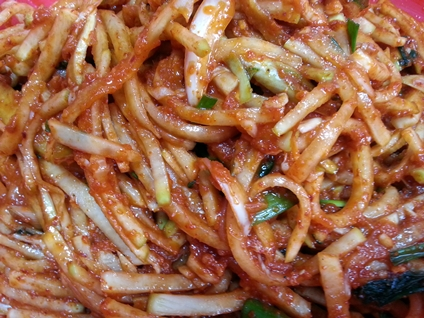
センチェ

#### ナムㇽ
ナムㇽ（나물）:茹で野菜を唐辛子粉、刻みネギ、ニンニク、胡麻油、エゴマ油、塩で味付けした和え物である。ホウレンソウ、ダイコン、ゼンマイ、ワラビ、朝鮮カボチャ、モヤシ、キキョウの根、 タケノコが素材として用いられる。
- 九節板（クジョルパン/구절판）:花びら型に分かれた器の周囲にナムㇽや牛肉、錦糸卵など8種の素材を盛り付け、中央に盛られた小麦粉の薄焼きで包んで食べる[83]。
- 雑菜（チャプチェ/잡채）:野菜の炒め合わせ。20世紀以降には唐麺（春雨）が加えられた[84]。
- 蕩平菜（タンピョンチェ/탕평채）:ノㇰトムㇰ（緑豆でんぷんのムㇰ）と野菜、牛肉の和え物[85]。

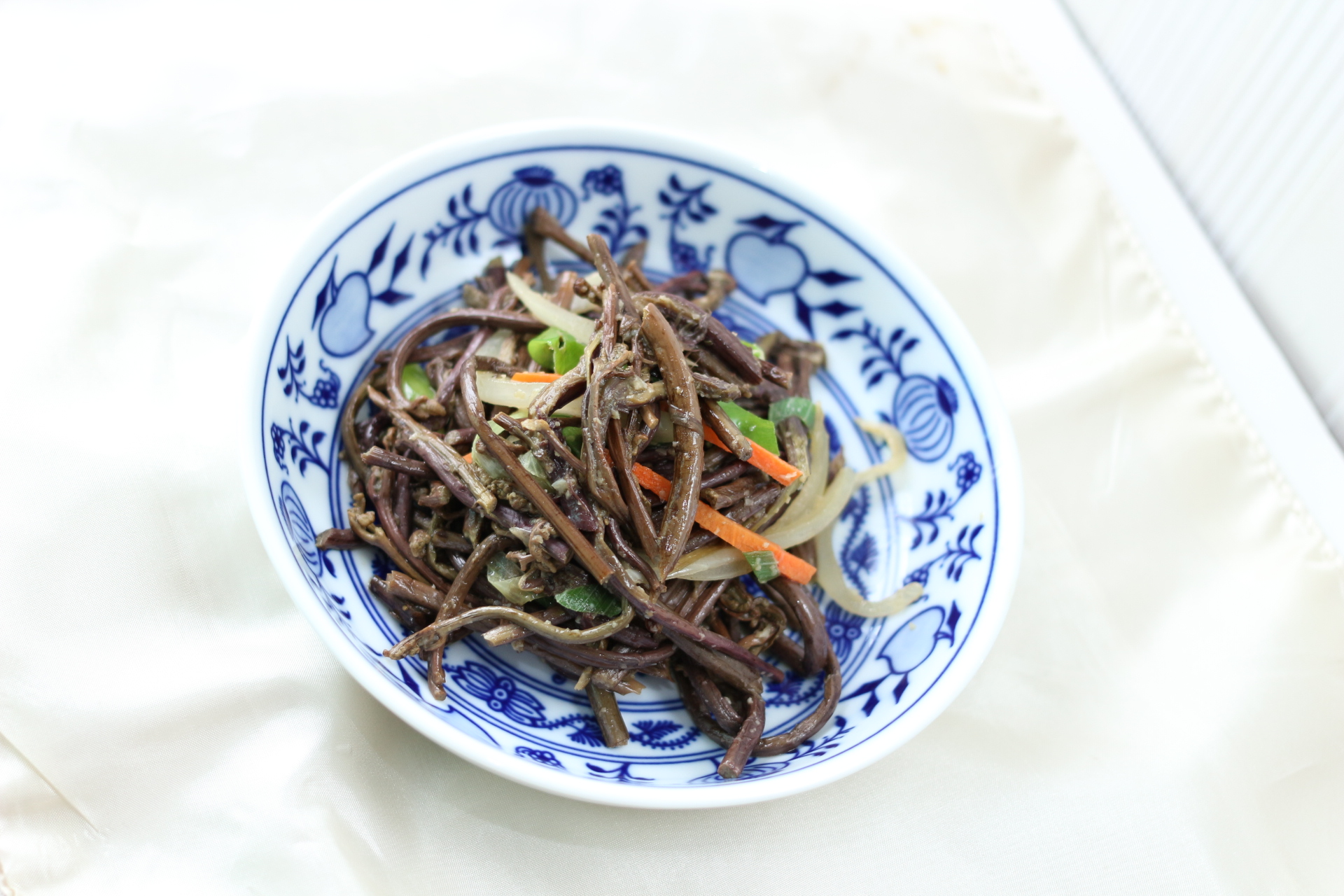
ワラビのナムㇽ
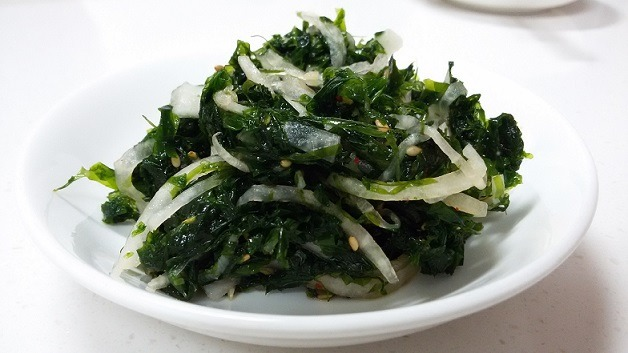
青海苔のナムㇽ
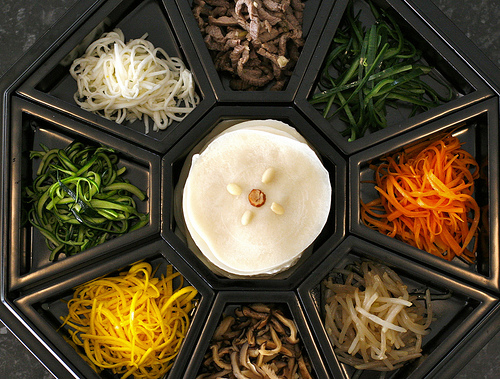
九節板
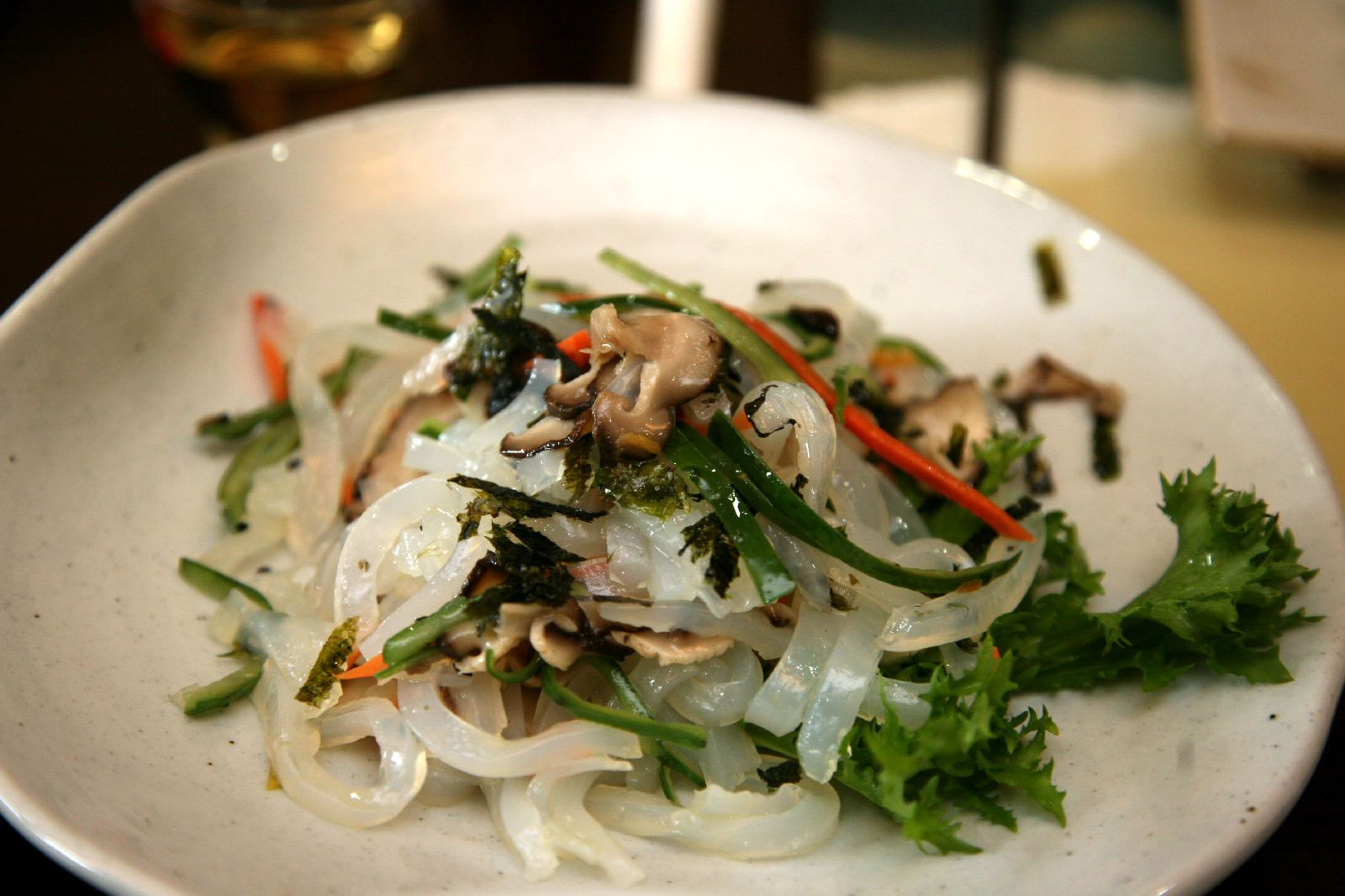
蕩平菜

#### チョリニ
チョリニ（조리니）は濃い味付けの煮物である。肉や魚、野菜が素材として用いられる。チョリニは宮中用語で、民間ではチョリムと呼ばれる。
- ウユㇰチョリニ（우육조리니）:牛肉の煮込み
- ウピョンユㇰチョリニ（우편육조리니）:蒸した薄切り牛肉の煮込み
- トンピョンユㇰチョリニ（돈편육조리니）:蒸した薄切り豚肉の煮込み
- チョギチョリニ（조기조리니）:イシモチの煮込み

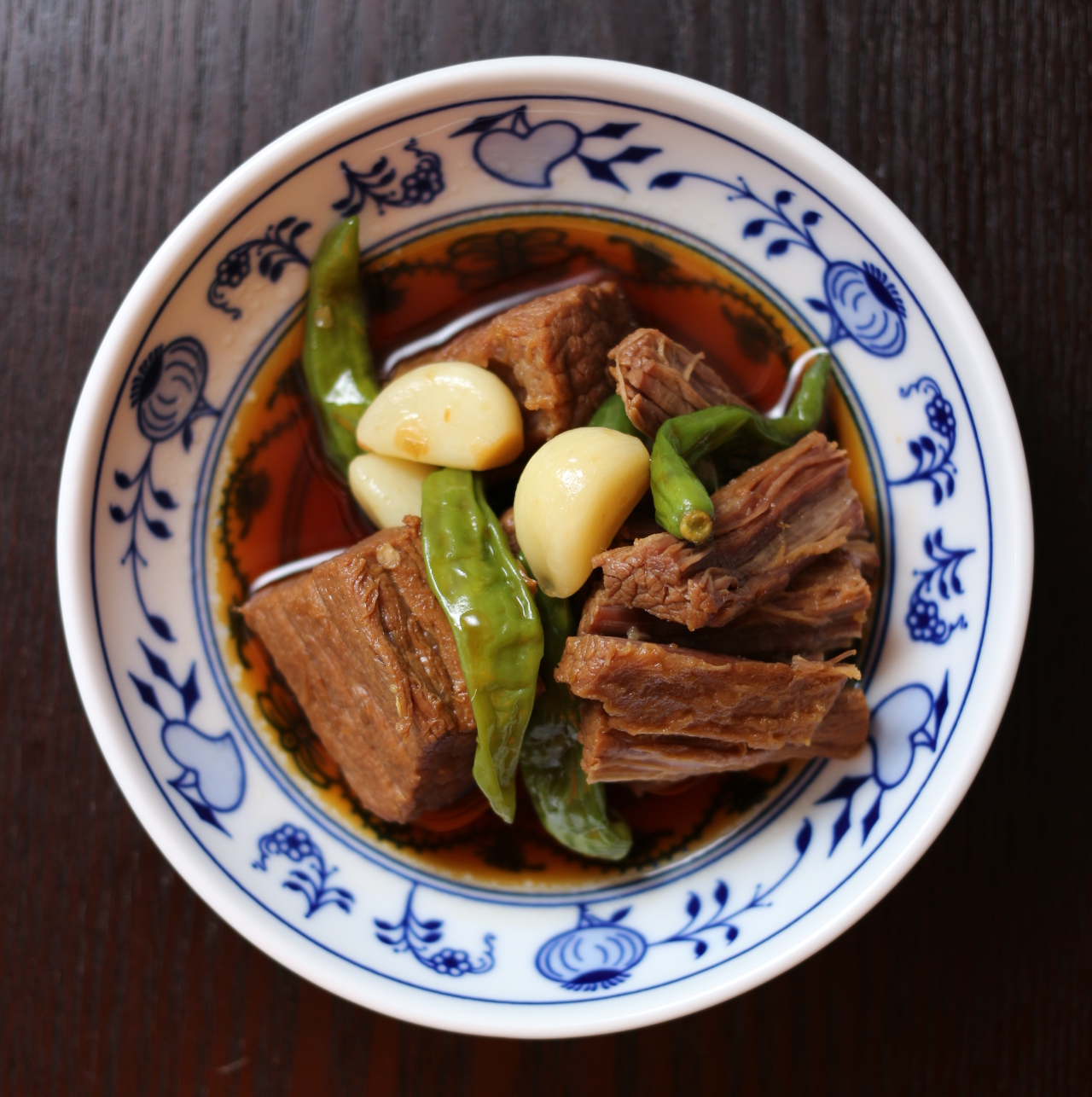
牛肉の煮つけ

#### 煎油
煎油（チョンジョニャ/전저냐）、あるいは「煎油花」（チョンユファ/전유화）は薄切りにした素材に卵と小麦粉を付けて油で焼いた料理で、ムニエルやピカタに似ている。なお「煎油花」は宮中での呼び方で、民間ではただ「煎」（ジョン）と呼ぶ。
- チョゲチョニャ（조개저냐）:貝の煎油
- ネㇷ゚チチョニャ（넙치저냐）:ヒラメの煎油
- ペチュジョンヤ（배추저냐）:白菜と挽肉の煎油
- ヨングンチョニャ（연근저냐）:蓮根の煎油
- ピンデトッ（빈대떡）:緑豆のペーストを生地としたお好み焼き
- パジョン（英語版）（파전）:ネギを主体としたお好み焼き

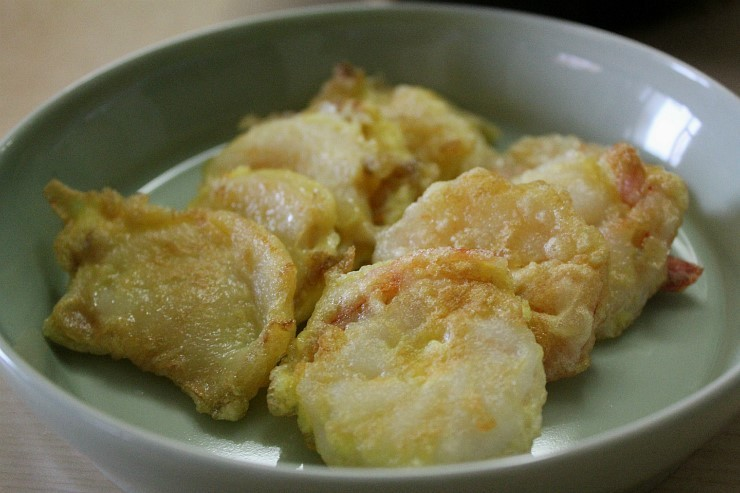
アワビの煎油
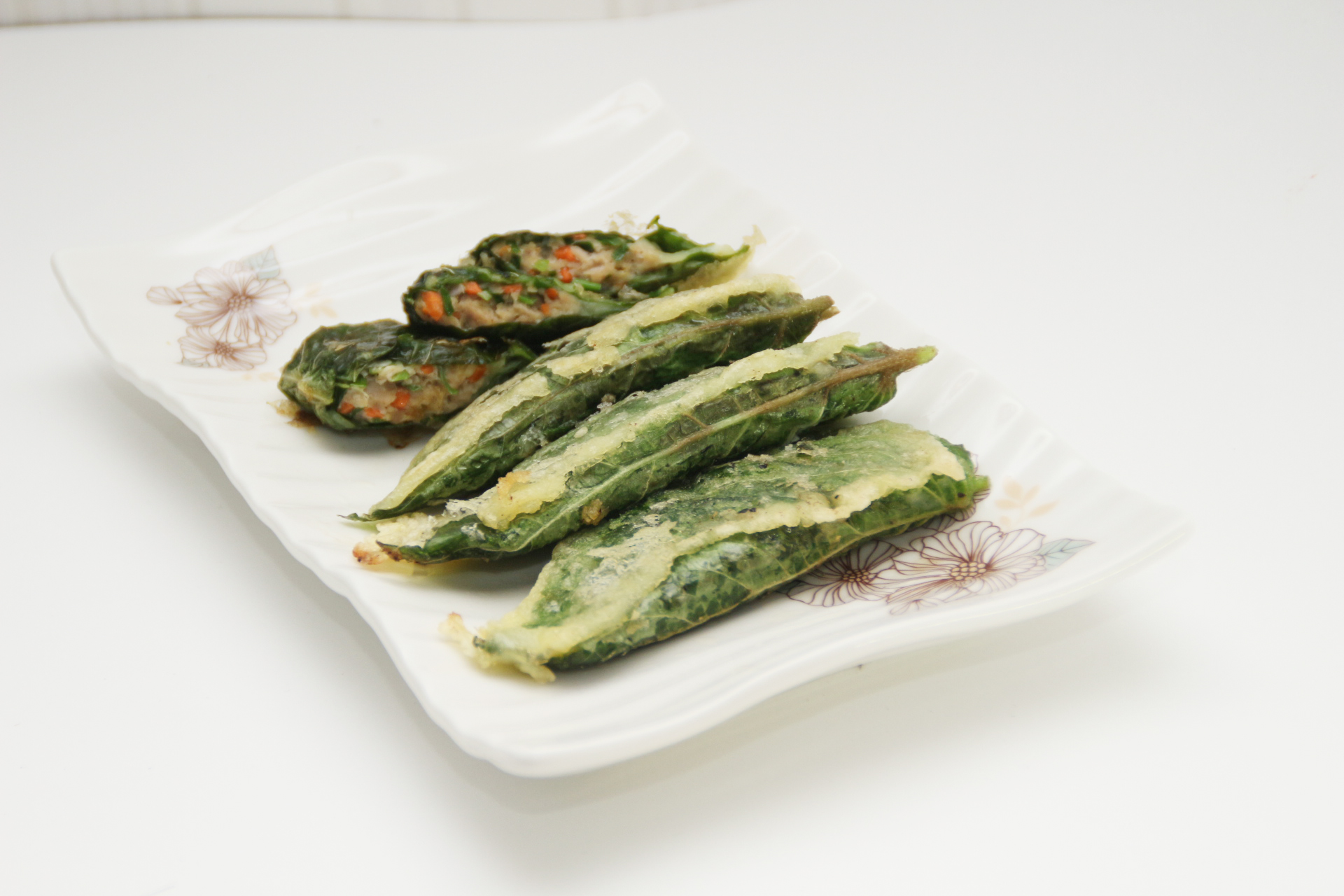
エゴマの葉の煎油
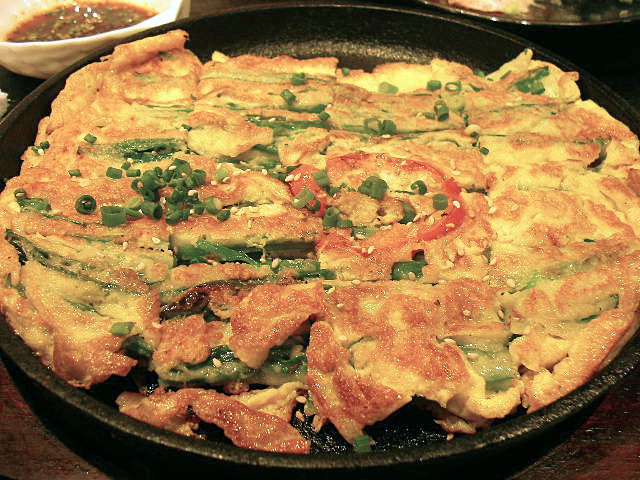
ピンデトッ
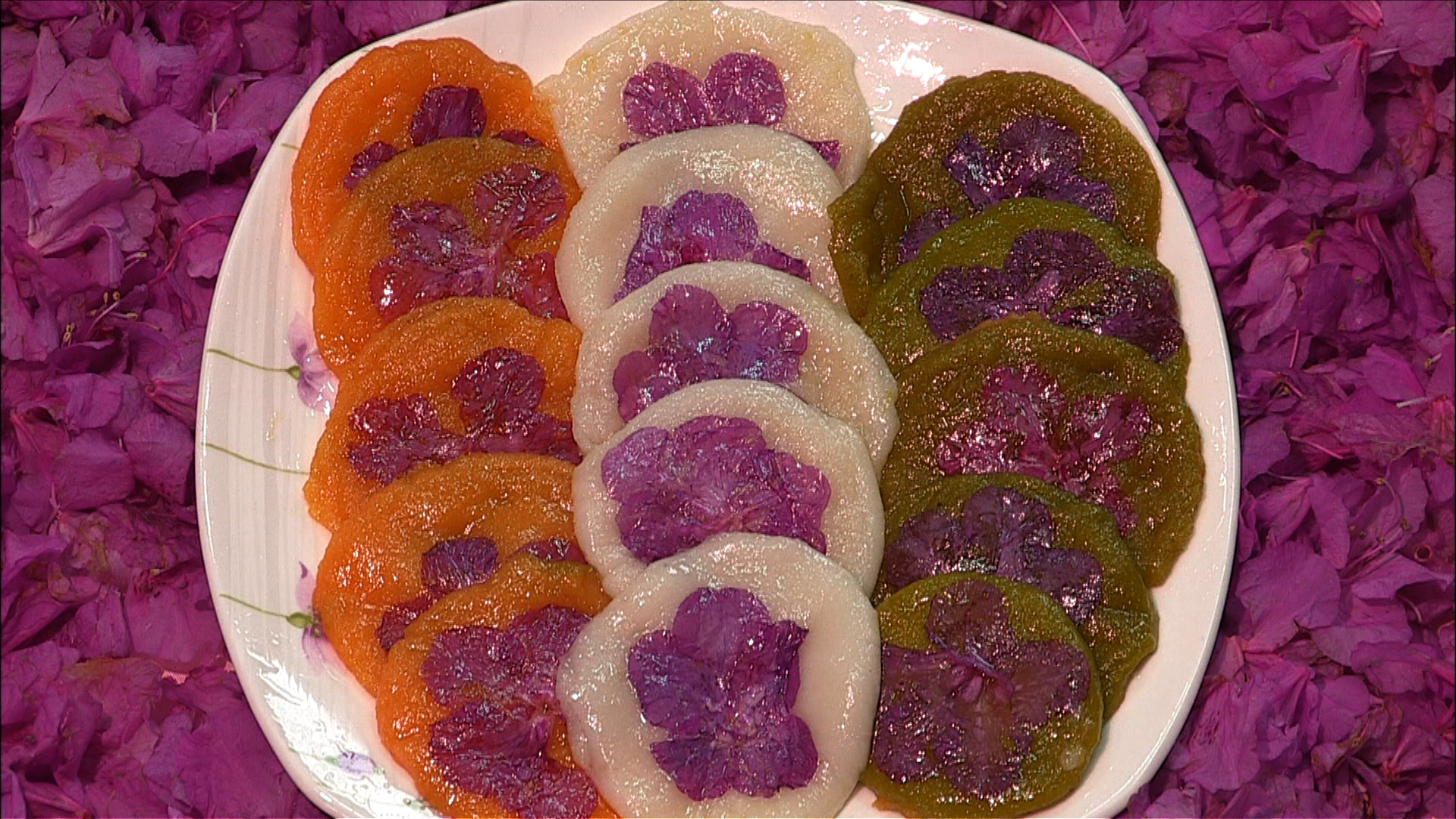
ツツジの花の花煎（英語版）
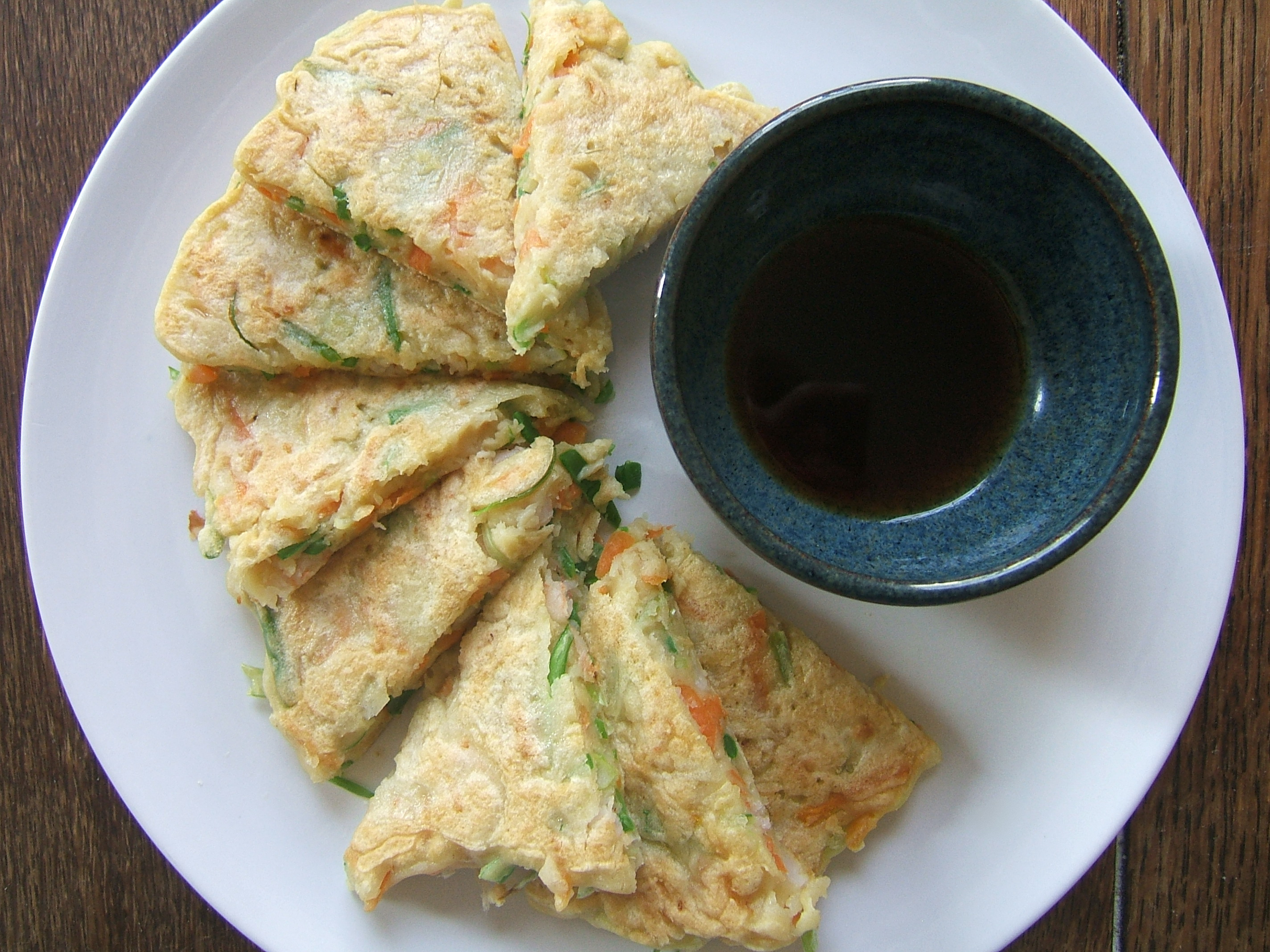
パジョン

#### クイ
クイ（구이）は、朝鮮料理 のジャンルの一つで「焼き物」を意味する。宮中の文字記録では、「灸」「灸伊」と記されている。アオノリ、牛肉、ツルニンジン（トトック/더덕)、魚、 野菜、キノコ、あるいはウドの芽（トゥルㇷ゚/두릅）などが素材として用いられる。
- カㇽビクイ（갈비구이）:いわゆるカルビ焼肉の古い形式。
- カリビ クイ（가리비구이）:焼きホタテ
- ノビアニ（朝鮮語版） （너비아니）:醤油味の焼肉。いわゆるプㇽコギ（韓国焼肉）と同様。ノビアニはプルコギの宮中用語でもある[89][注釈 22]。
- ポクイ（포구이）:肉脯（英語版）（ユッポ/육포）と呼ばれる干し肉を焼く。
- タㇰサンジョㇰ（닭산적）:鶏肉と野菜の散炙（英語版）（串焼き）。
- 華陽炙（ファヤンジョㇰ/화양적）:卵焼きやニンジン、味付け肉など「五色の素材」を彩りよく貫いた串焼き

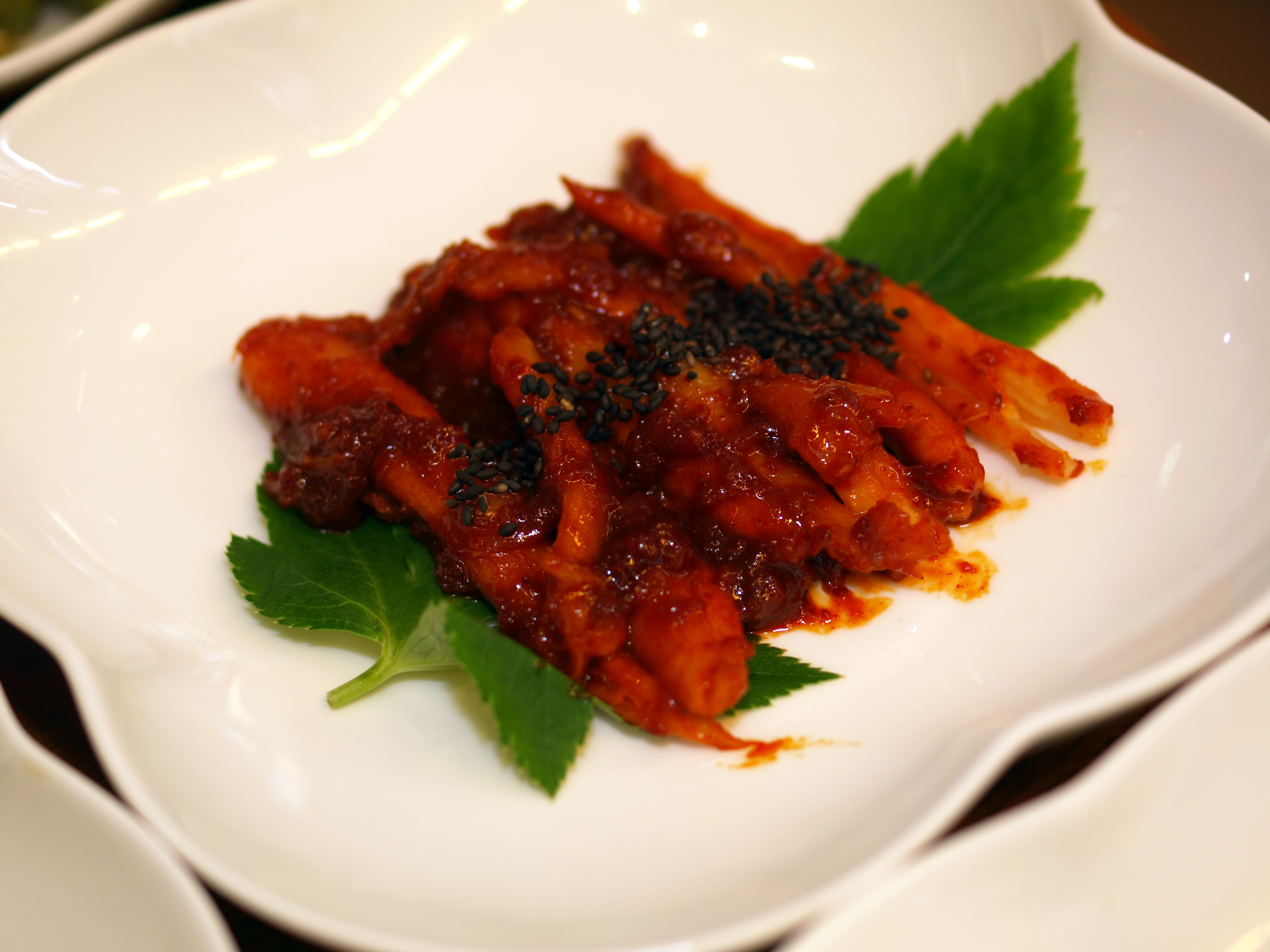
トトㇰ（ツルニンジン）の根のクイ
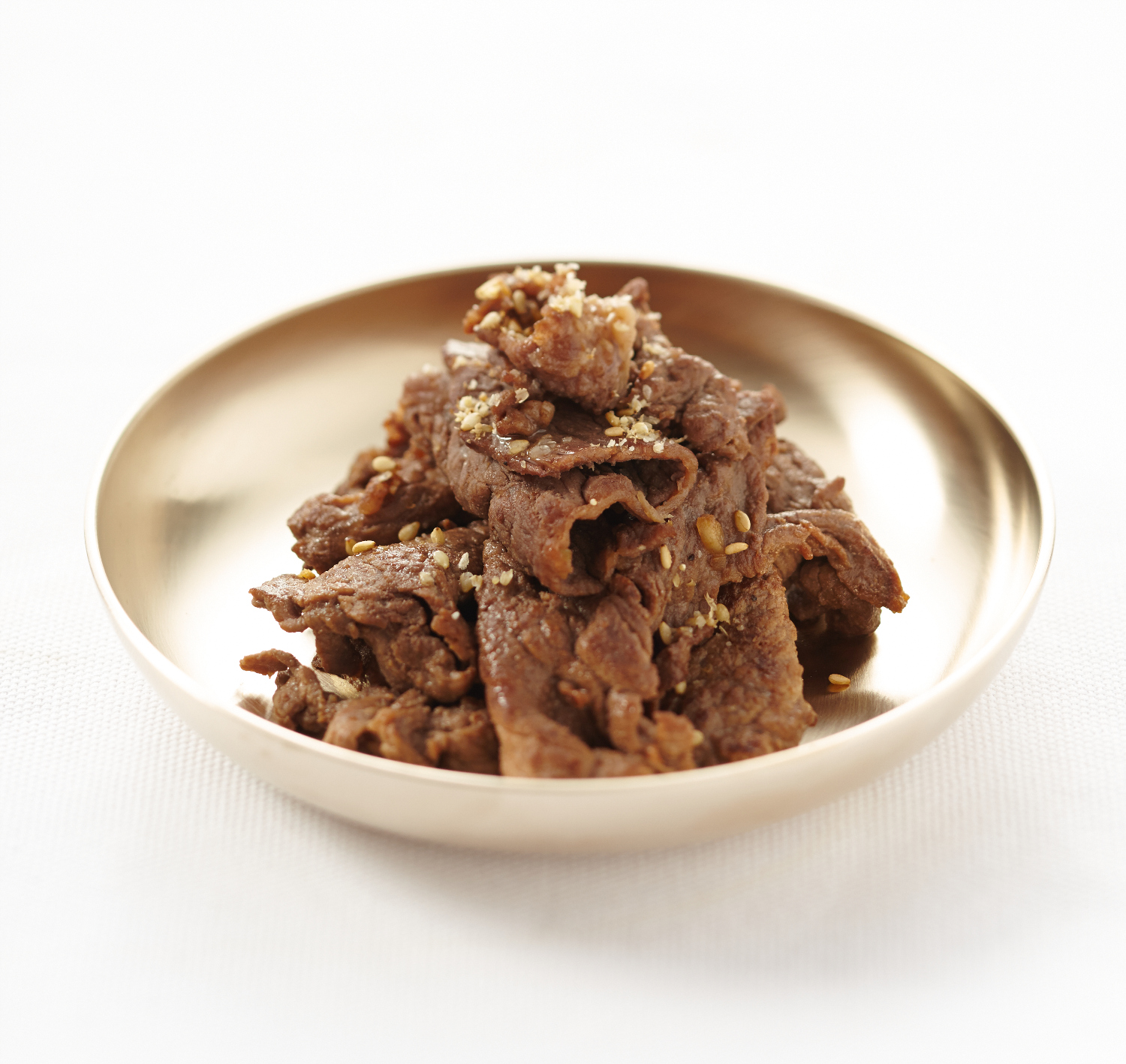
プルコギ
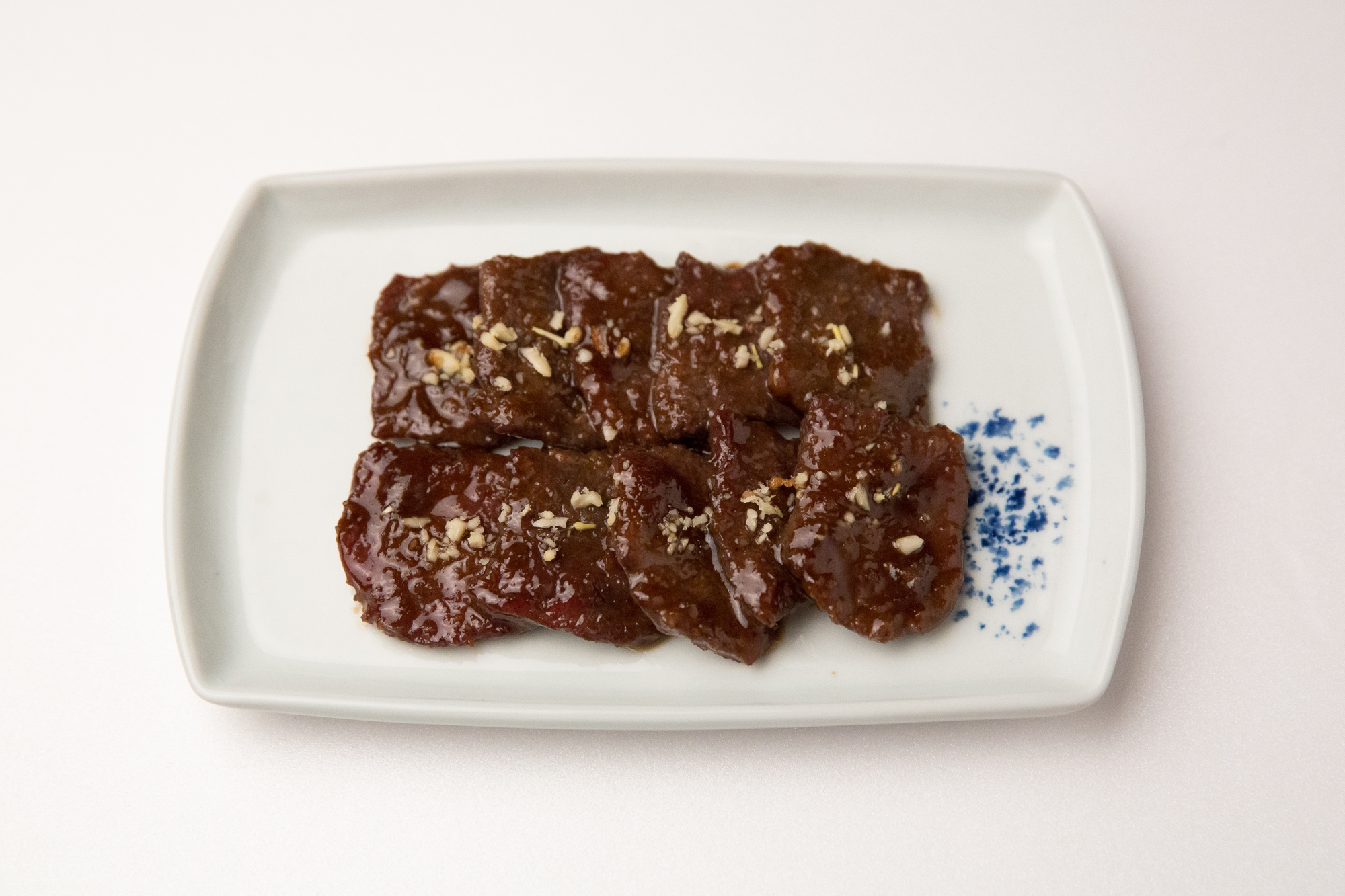
ノビアニ
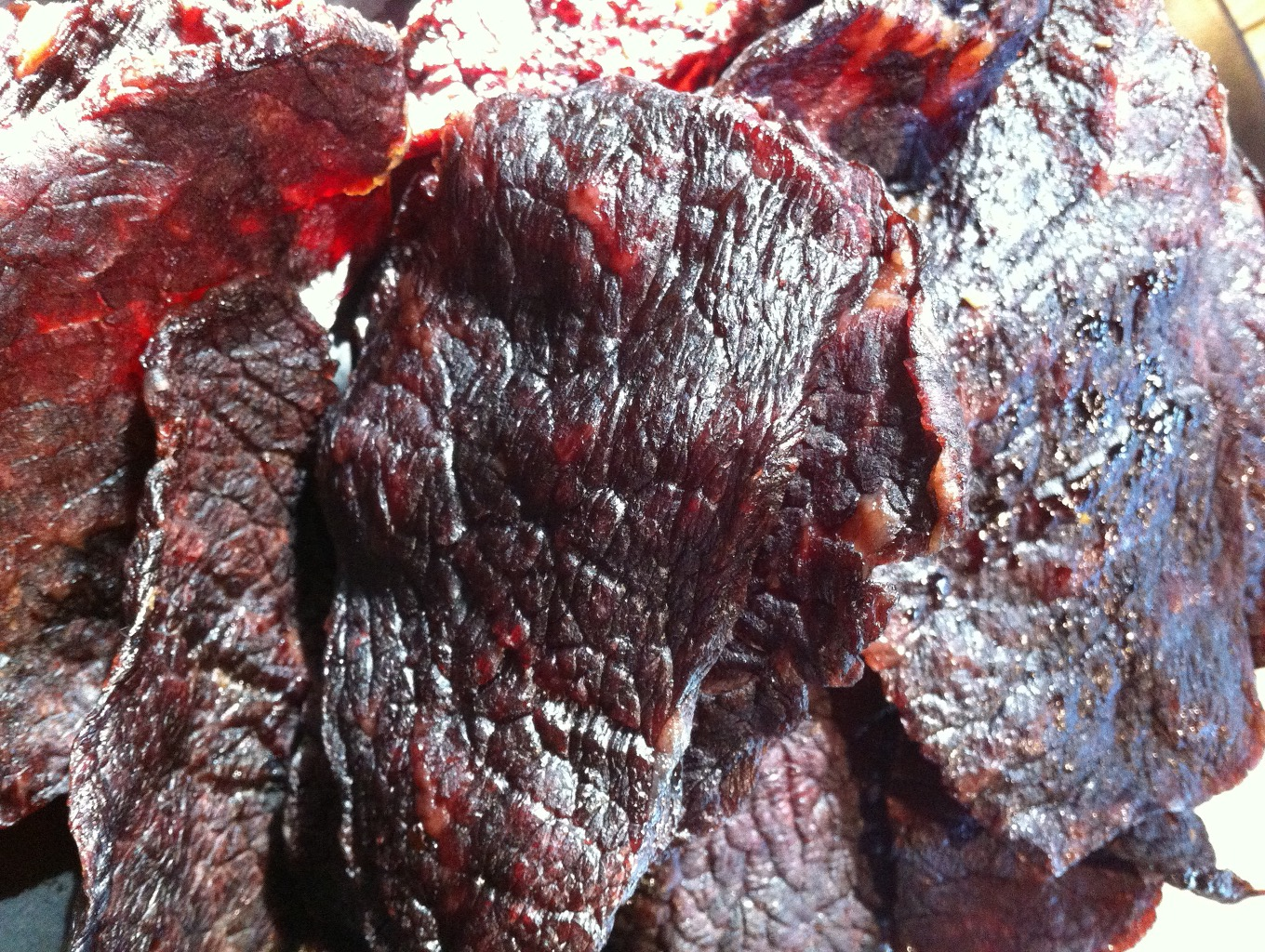
肉脯（ユッポ/육포）。干し肉
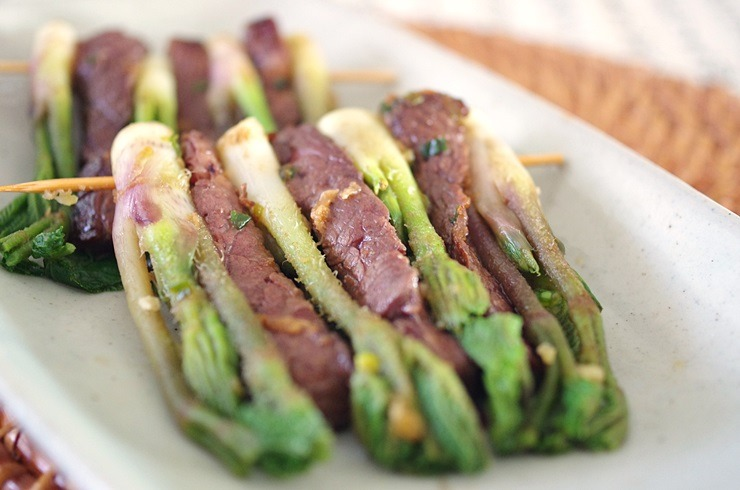
ウドの芽の散炙

#### 膾
膾（フェ/회）は、朝鮮式の刺身である。
- ユッケ （육회）:肉（ユㇰ/육）の膾（フェ/회）[92]。
- カㇰセㇰフェ（각색회）:カㇰセㇰは「様々な色」の意。さまざまな牛モツの膾。
- 甲膾（カフェ/갑회）:牛肉、ミノ、センマイ、レバー、腎臓、さらにアワビ、ハマグリなどを薄切りにして松の実をあしらい、盛り合わせた膾。胡麻油、醤油、胡椒、ネギ、ニンニクで味付けする[93]。

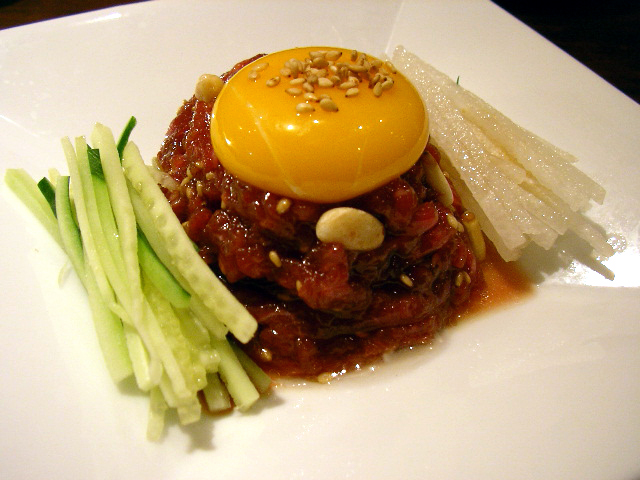
ユッケ
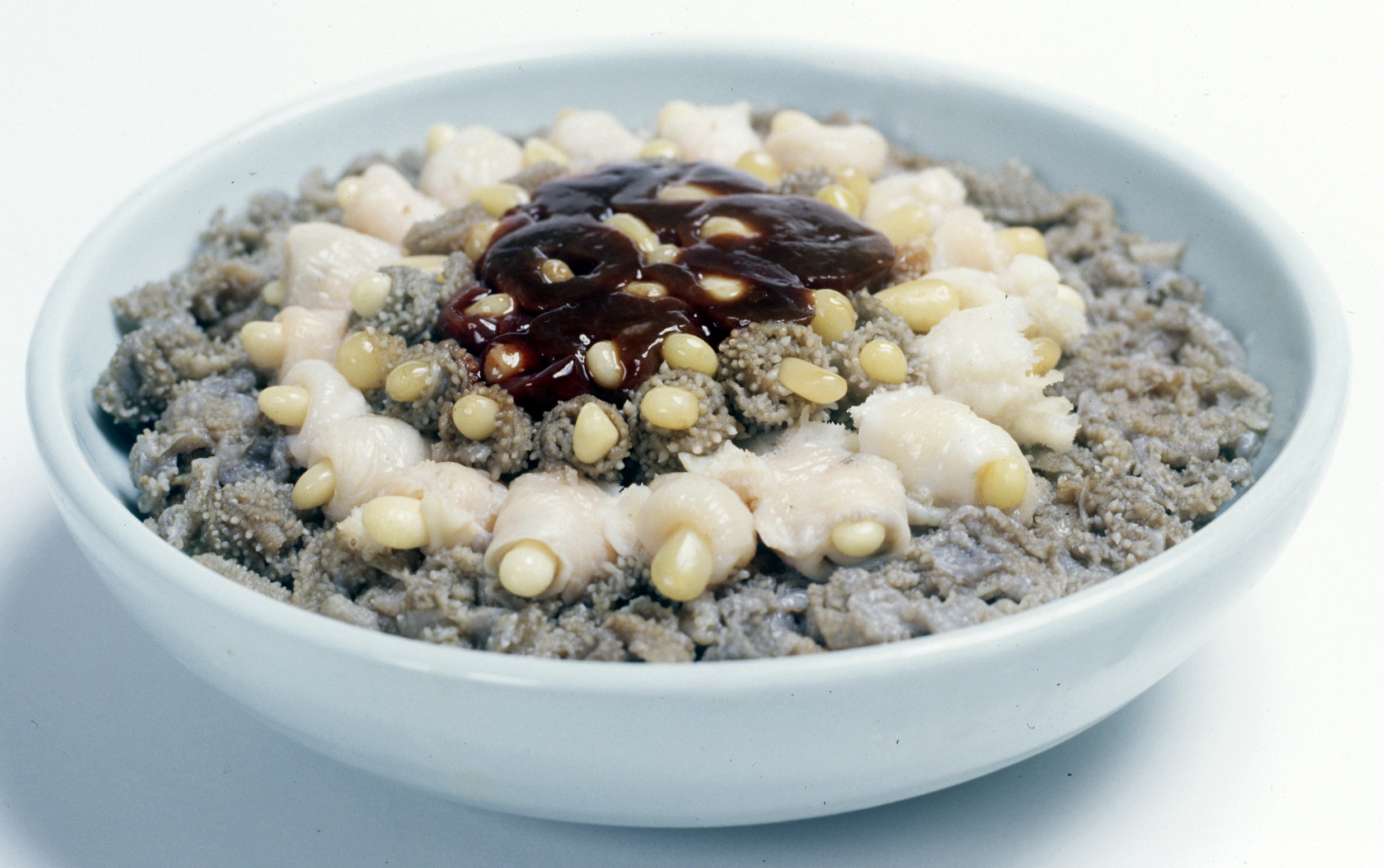
甲膾

#### 醤
- 味噌、朝鮮式醤油の類
  -  テンジャン （된장）:朝鮮式の 味噌。麹を加えず、大豆と塩のみで発酵させる[94]。
  - 清麹醤（チョングッチャン/청국장）:茹でた大豆に枯草菌を加え、塩なしで発酵させる。日本の納豆に似て臭いが強い。
  - カンジャン（간장）:朝鮮式醤油[95]。
  - 清醤（チョンジャン/청장）:薄い醤油
  -  苦椒醬（コチュジャン/고추장）:朝鮮式の唐辛子味噌。新大陸原産の唐辛子を用いたコチュジャンは、18世紀中盤以降に記録に現れ始める[96]。
  - 醋苦椒醬（チョコチュジャン/초고추장）:酢を加えた唐辛子味噌
  - キョジャジュㇷ゚（겨자즙）:芥子だれ

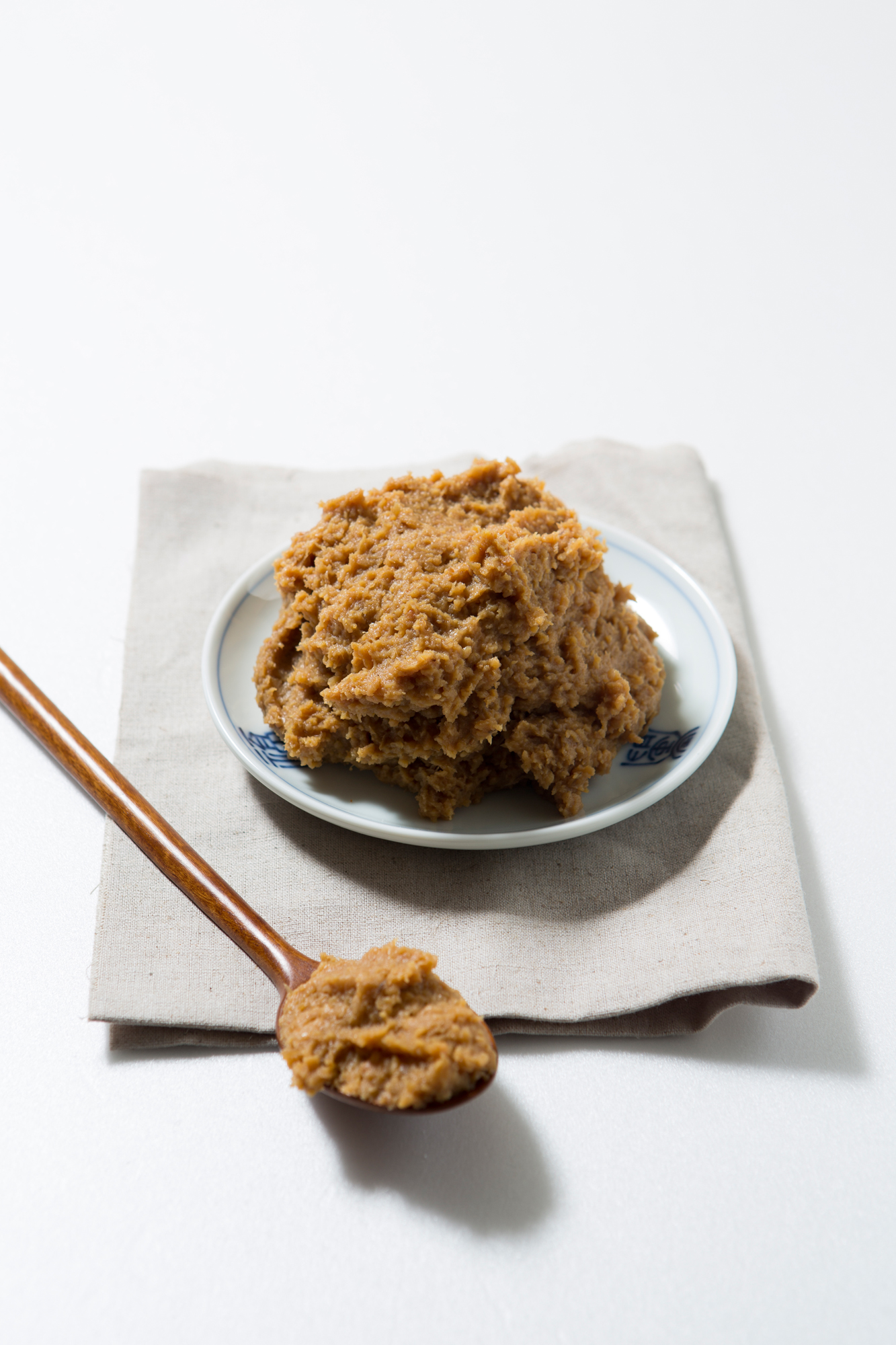
テンジャン
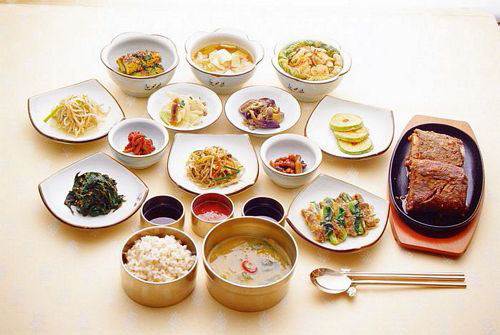
宮廷料理に影響を受けた、現代韓国の宴会料理。飯と汁物の器の背後に調味料類を盛った器が配置される

#### 飯饌
- 飯饌（パンチャン/반찬）:総菜の類
  - チャンクイ（찬구이）: ツルニンジン（トトック/더덕）の根の焼き物を冷やしたもの[97]。
  - トウンクイ（더운구이）: 肉や魚の、焼きたての焼き物。
  - 煎油花（チョニュファ/전유화）: 薄切りの素材に溶き卵と小麦粉をつけて焼いた料理。民間ではただ「煎」と呼ぶ。
  - 片肉（英語版） （ピョニュㇰ/편육）: 薄切りの蒸し肉
  - 熟菜（朝鮮語版）（スㇰチェ/숙채）: 火を通した野菜料理
  - 生菜（センチェ/생채）: 生野菜の和え物
  - チョリム: 肉や魚、野菜の煮物
  - 醤果（ジャングァ/장과）: 野菜の醤油漬け。民間ではチャンアチと呼ばれる[43]
  - チョッカル: 魚介類の塩辛
  - 乾饌（マルンチャン/마른찬）: 味付けした干し肉、干し小魚、揚げ昆布盛り合わせ[98]
  - 膾（フェ/회）: 刺身
  - 水卵（スラン/수란）: ポーチドエッグ[99]
  - スンニュン（숭늉）: 釜の焦げ飯を炊いた湯。食後の口直しに飲まれる。

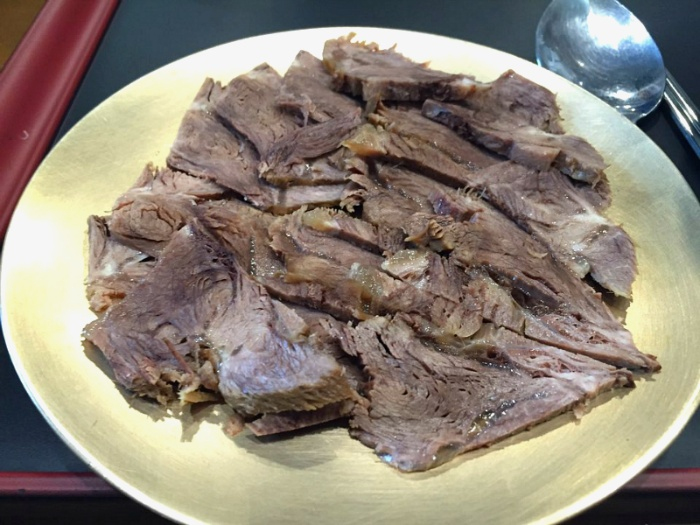
片肉
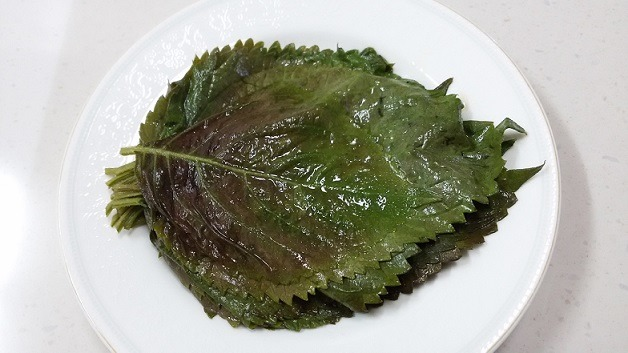
エゴマの葉の醤果
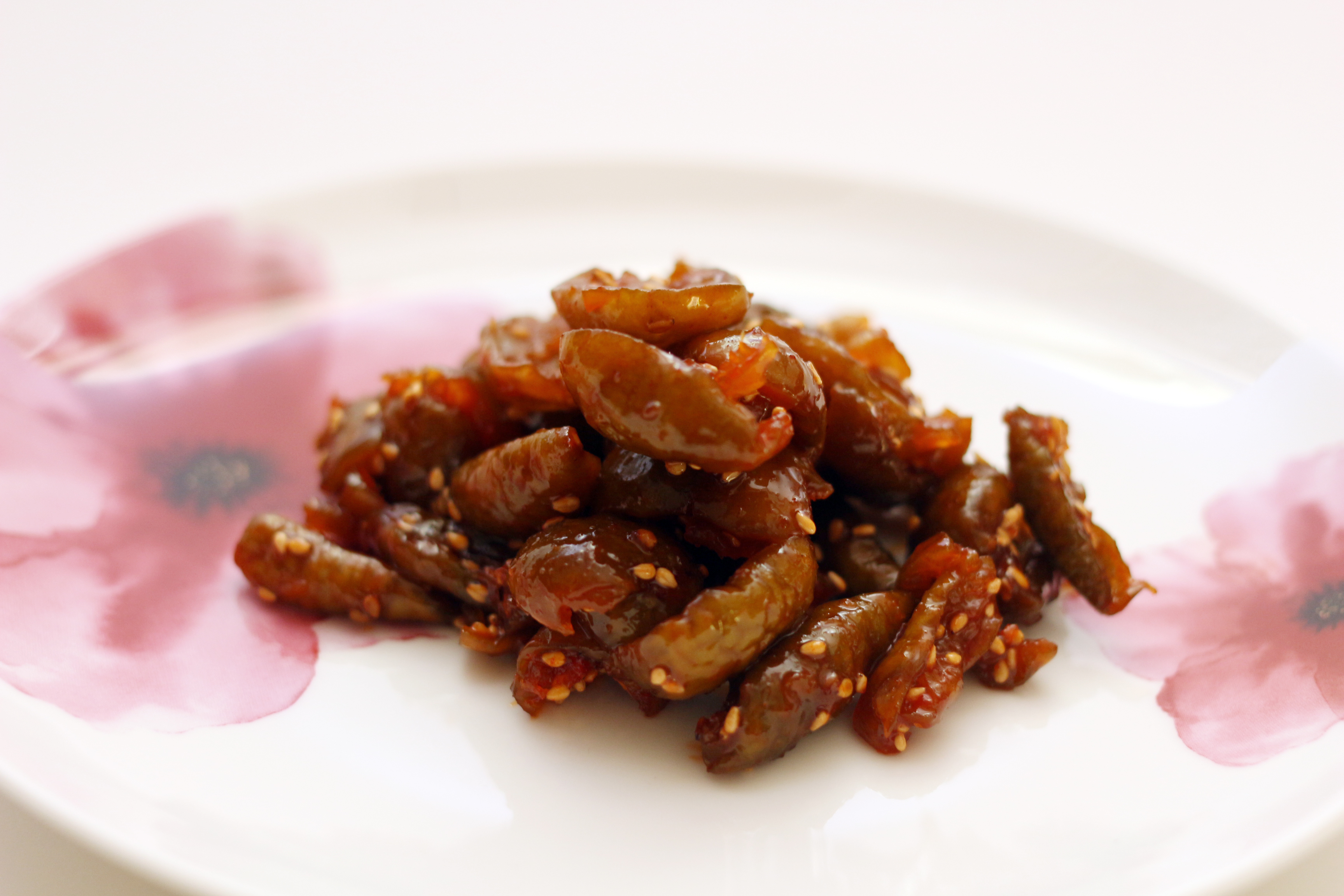
スモモの醤果
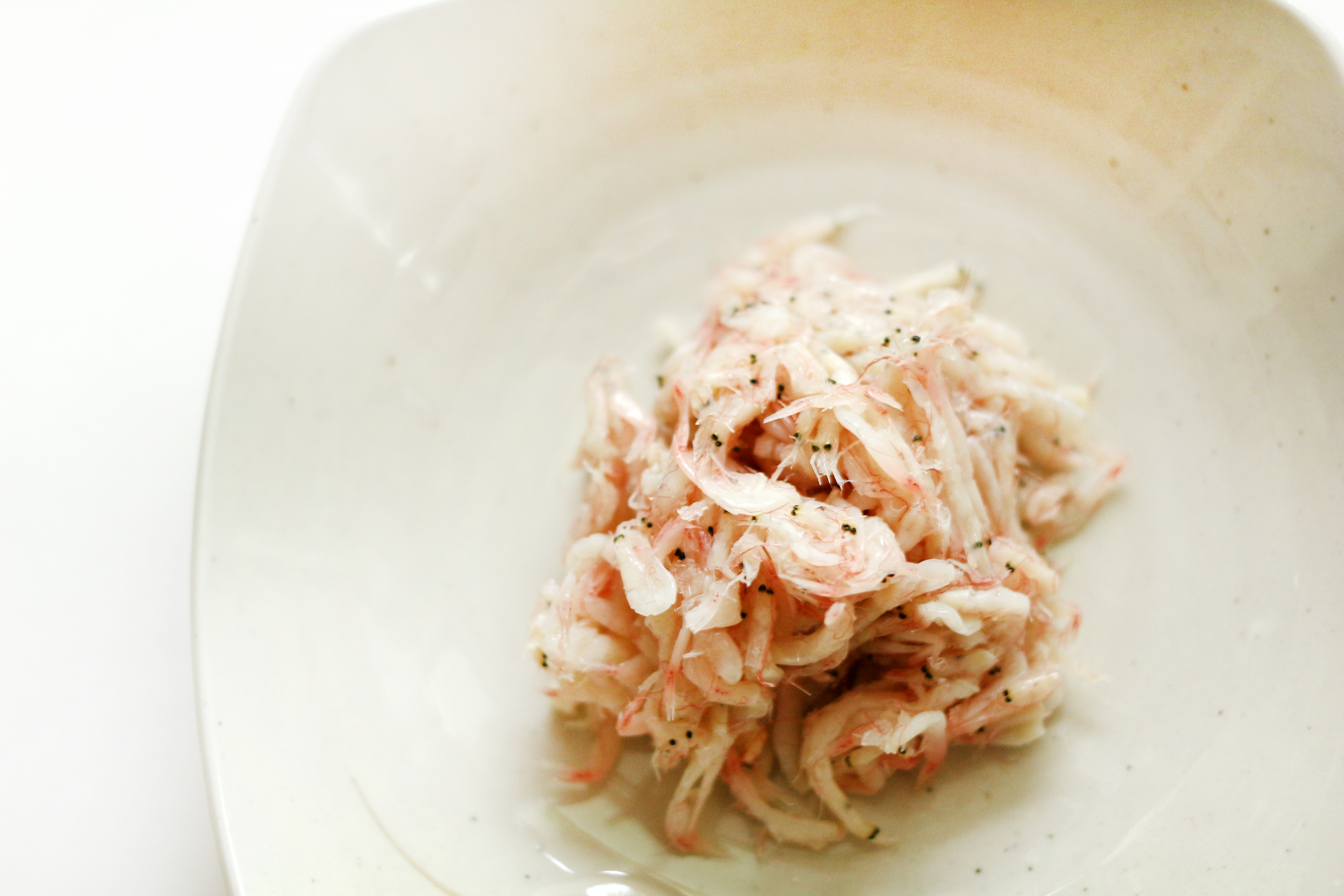
セウジョッ(アキアミ)の塩辛
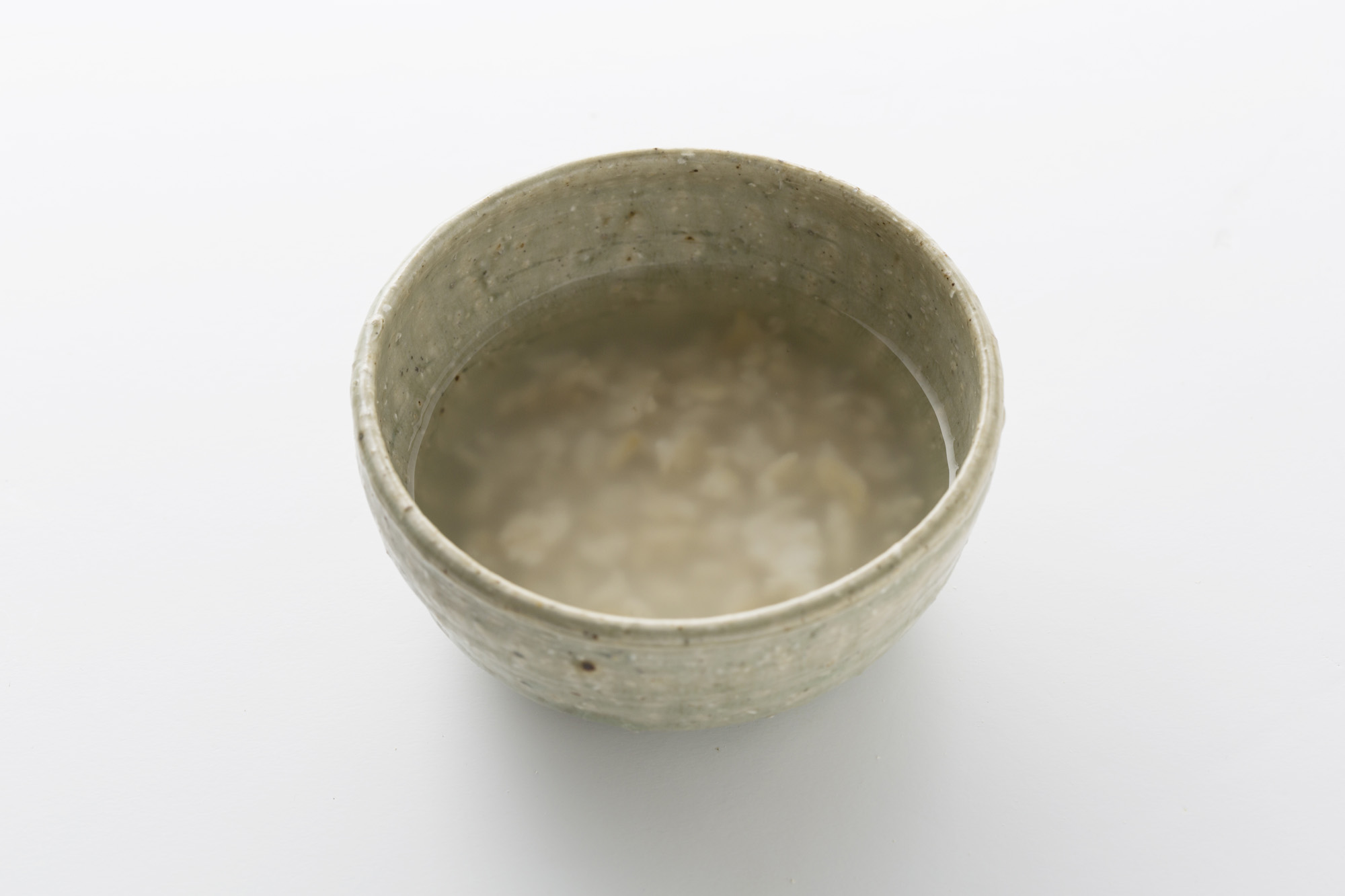
スンニュン

### 茶菓

#### 菓子
朝鮮半島伝統の菓子は韓菓 （ハングァ/한과）と呼ばれる。
- トㇰ（떡）:朝鮮伝統の餅である。日ごろの軽食として、あるいは朝鮮の暦（太陰太陽暦）に則り執り行われる旧正月、端午の節句、 秋夕（盆行事）などのハレの行事食として食される。朝鮮の餅はクルミや小豆餡、ナツメなどが具として加えられ、子供から老人にまで好まれる[100]。
- 薬菓 （ヤックァ/약과）:小麦粉の生地を型抜きして油で揚げ、砂糖蜜をまぶした菓子
- 果片（英語版）（クァピョン/과편）:果汁のゼリー
- 熟實果（英語版）（スㇰシㇽグァ/숙실과）:栗やナツメの粉末を成形した菓子

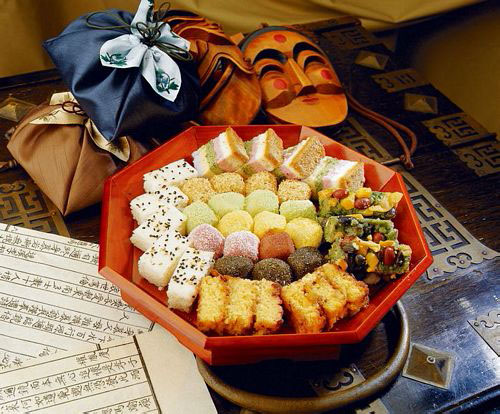
さまざまなトㇰを盛った膳
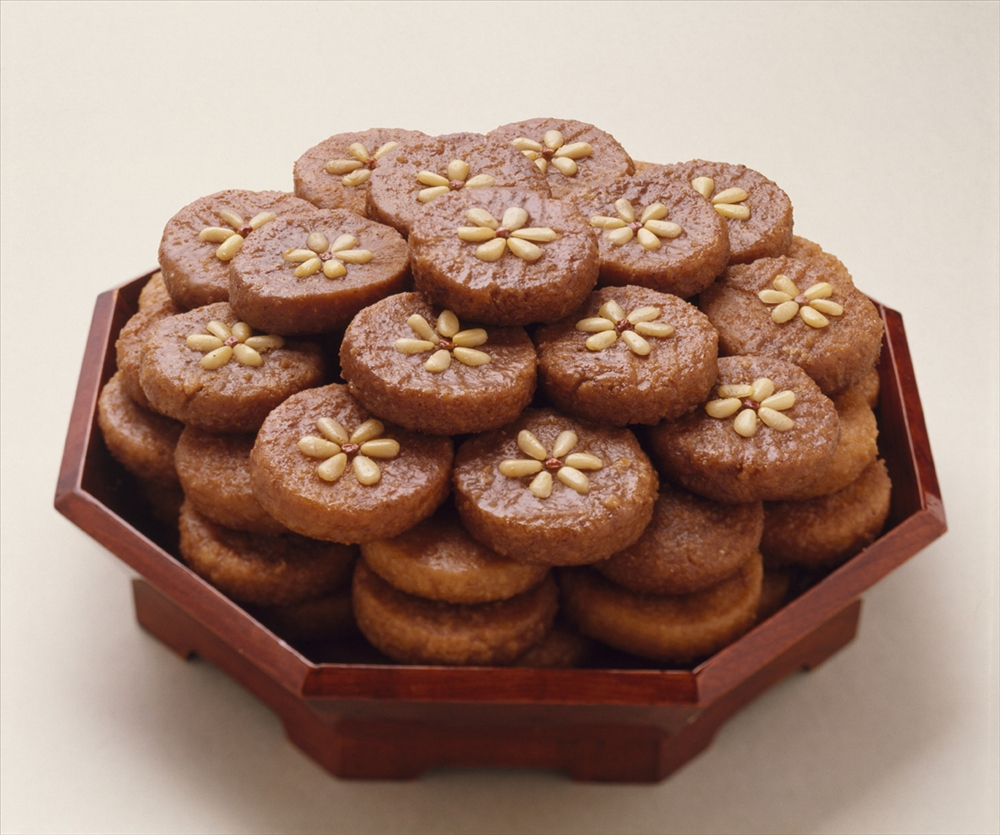
薬果
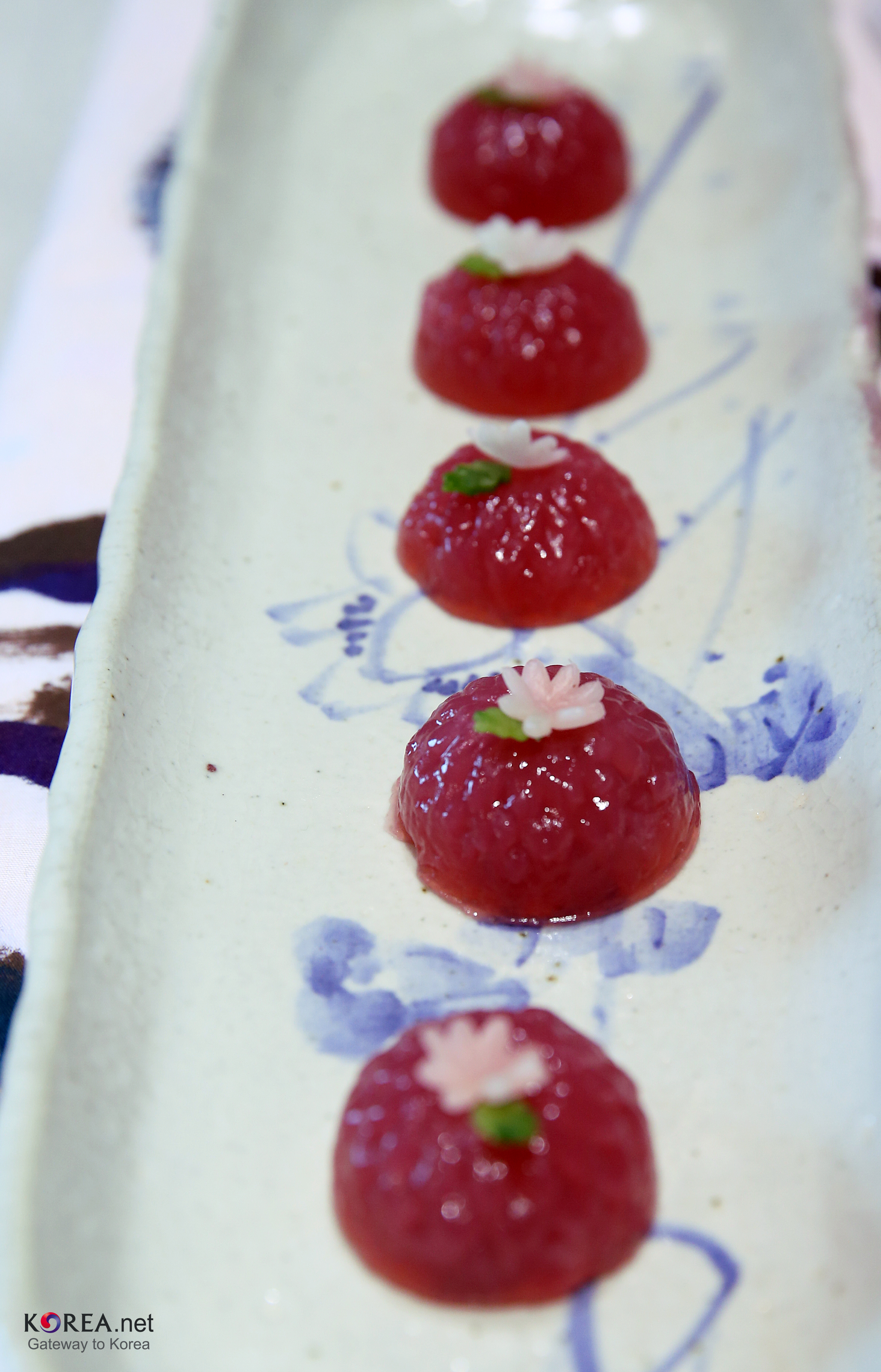
果片
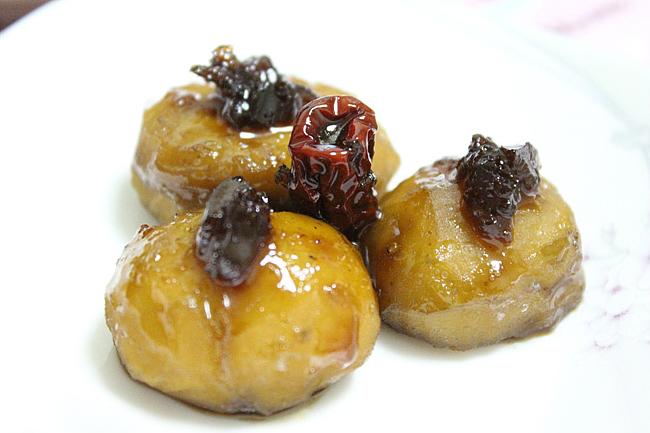
熟實果

#### 甘い飲み物
- 食醯（シッケ/식혜）:米を麦芽で発酵させた、甘酒のような飲み物[101]。
- 水正果（スジョンクァ/수정과）:砂糖水で干し柿を煮て、シナモンと生姜で風味をつけた飲み物
- 花菜（英語版）（ファチェ/화채）:砂糖水に季節の果物や花を浮かべたデザート。ツツジの花、西瓜、サクランボ、ミカン、さらにアカマツの花粉などが具として用いられる[102]。

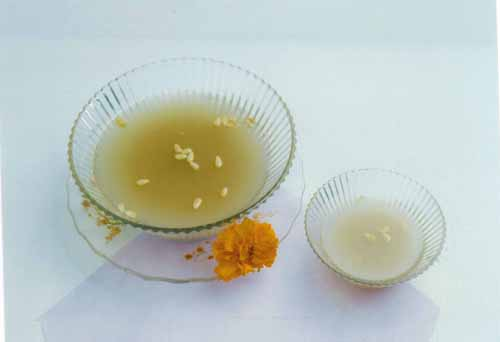
食醯
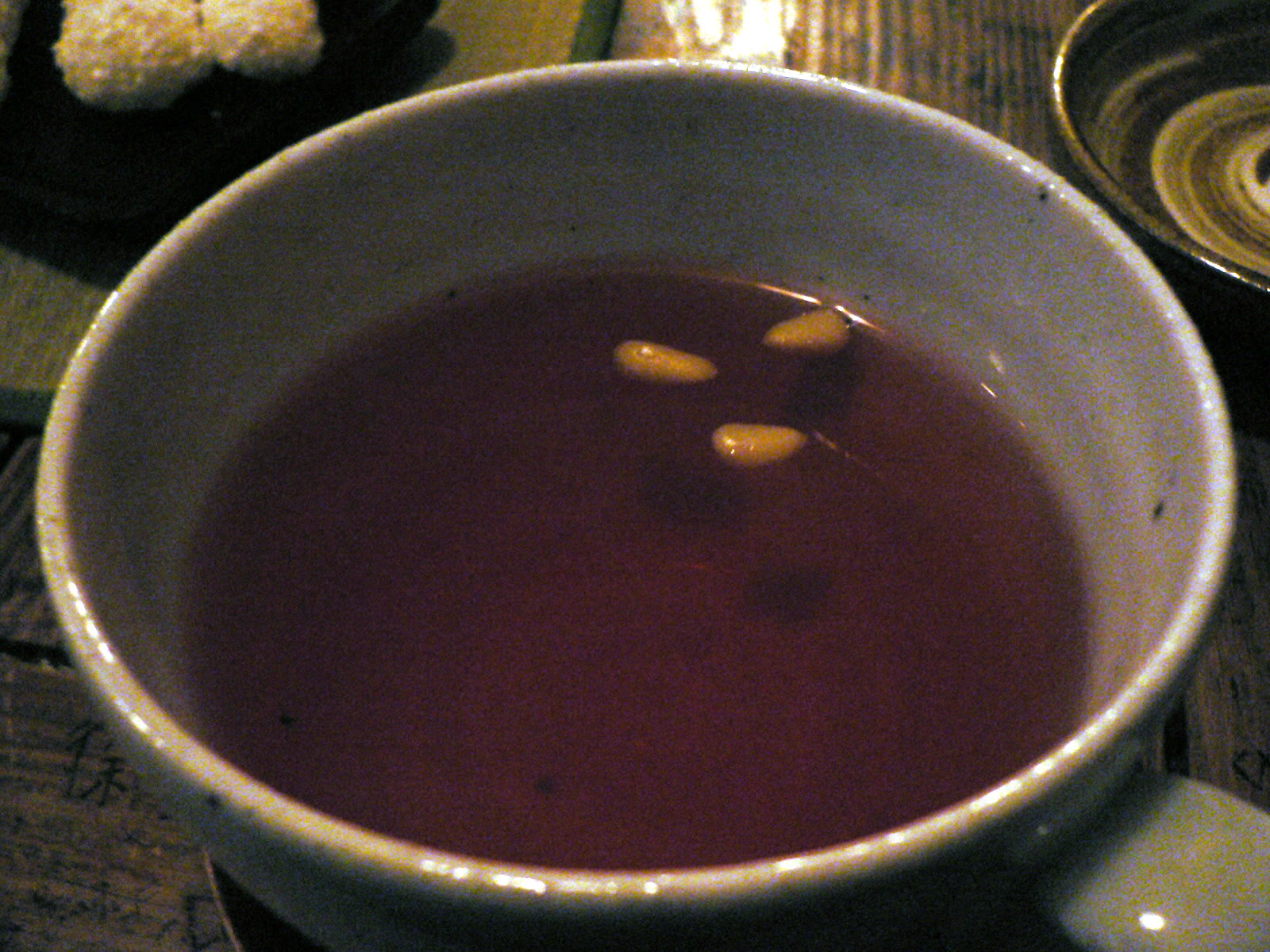
水正果
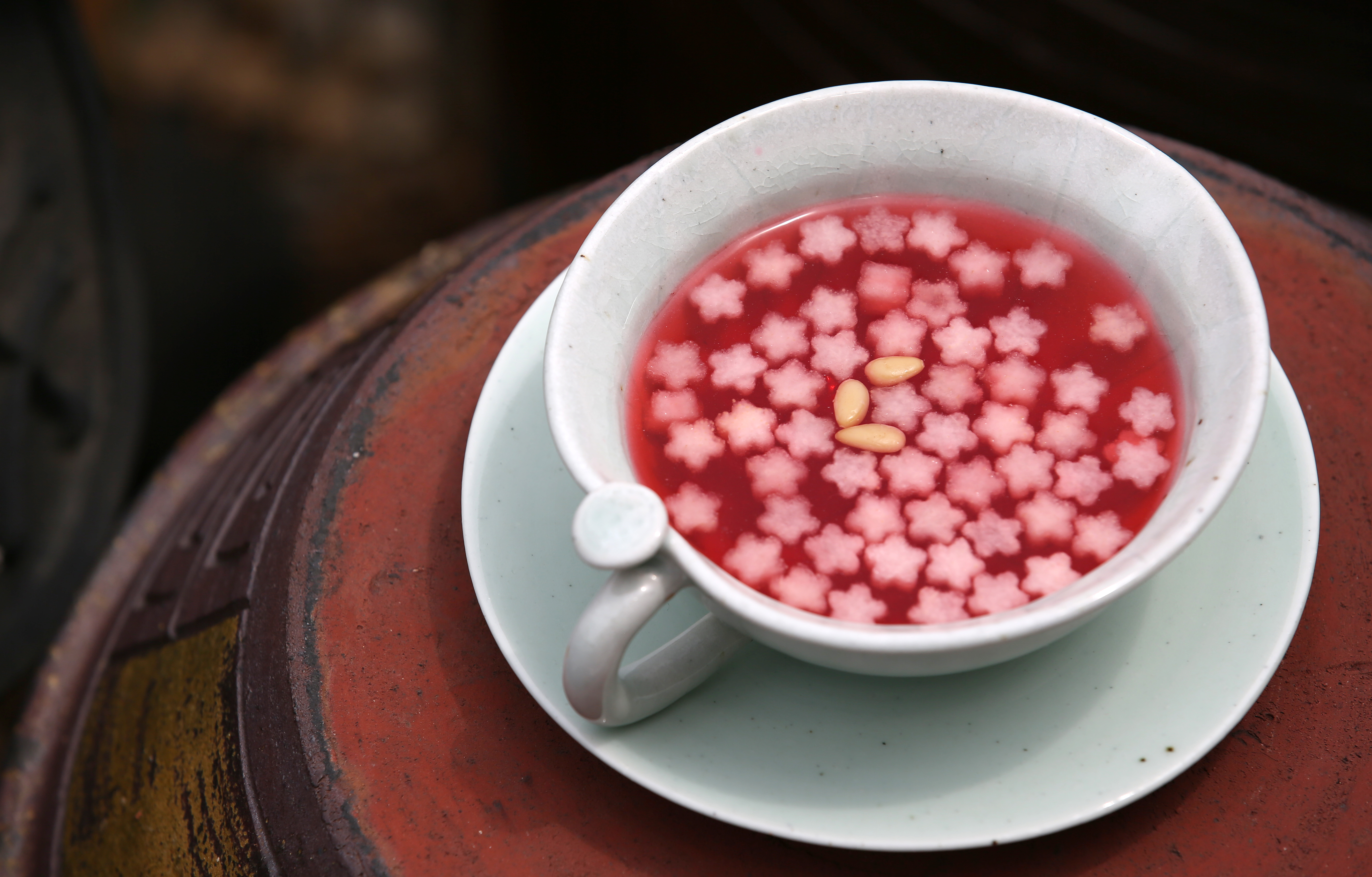
オミジャ(チョウセンゴミシ)の花菜
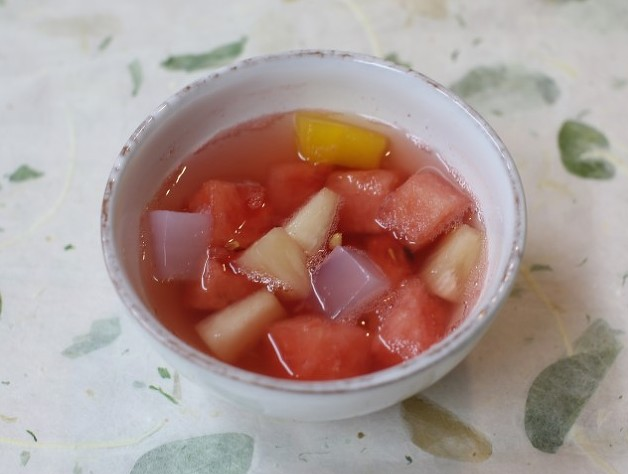
スバㇰ（西瓜）の花菜

## 近代以降の宮廷料理

### 「朝鮮料理店」の成立

#### 朝鮮開国と飲食店の萌芽
儒教を旨とした李氏朝鮮の社会では工業や商業が発達しなかった。外食産業も発達せず、飲食を専門とした店舗は微々たるものだった。五街道や宿場が整備された江戸期の日本と異なり、朝鮮では交通の便宜を図った政策も施されなかったため、旅行など戸外で食事をとる必要に迫られた折は、庶民なら「酒幕」と呼ばれる居酒屋を兼ねた宿屋を利用し、両班ならばその土地の両班を訪ねて一夜の宿ともてなしを請うた。一期一会のもてなしの良否はその両班一族の評判にも直結するため、両班の妻女は不意の客人の来訪に備えるために料理の腕を磨いた。慶尚道の両班の夫人だった貞夫人安東張氏（1598年　- 1680年）が記した料理書『飲食知味方』など、両班女性が記した料理書が現代に伝えられている。だが、そのような豪華な料理は金を払いさえすれば万人が食べられるようなものではなく、あくまでも宮中、あるいは裕福な両班の邸宅内で完結するものだった。
李氏朝鮮は長らく鎖国政策が取られていた。だが1875年、朝鮮に先んじて開国、近代化した日本の明治政府が西海岸の江華島を砲撃する江華島事件が発生、翌年に朝鮮王朝は明治政府と日朝修好条規を交わし「開国」する。以降は日本や欧米各国の商人が来訪し、彼らの居留地にはそれぞれの文化下での「飲食店」が開店することになる。1883年に開港した済物浦（現在の仁川広域市）には1892年の時点で日本人の堀久太郎が経営する「大仏ホテル」が存在し、食堂では西洋料理が供せられていた。この大仏ホテルは京仁線開通にともなう客の減少で廃業するが、建物は1919年ごろ近隣の中華街の華僑に買い取られ、高級中華料理店「中華楼」の店舗として再開した。現在の韓国で親しまれるホットㇰやチャジャンミョンは、仁川中華街発の韓国式中華料理である。

#### 日本料理店と朝鮮料理店
一方、日本人居留地では「日本料理店」が流行っていた。江戸時代後期に生まれた「料理茶屋」の形式をそのまま持ち込んだ店舗形式で、漢城の都に進出したのは1885年ころとされ、李氏朝鮮への大日本帝国の影響が深まるにつれ経営者も増え繁盛した。1906年の漢城には「花月楼」「翡翠楼」「清華楼」などの日本料理店があり、中でも花月楼は30人もの芸者をかかえて繁盛していたという。
この日本料理店のスタイルを踏襲して「朝鮮料理店」が生まれた。朝鮮料理店の嚆矢は1890年ころ金東植が京城に開店した「明月館」で、日本の料亭のスタイルに習い朝鮮料理と妓生の音曲を提供するものだった。朝鮮料理店は京城に明月館、食道園、天香園、平壌には長春館、大成館、のちに成立した満州国に続々と開店した。日本本土では、1895年に神戸の湊山温泉に日本人経営の「朝鮮蕎麦屋」が開店。1905年に朝鮮人経営の料理店「漢城楼」が芝の愛宕下に開店する。1932年に麴町区永田町に開店した「明月館」は純朝鮮式の建築で朝鮮そのままの高級調度品をしつらえ、10名近い妓生を備えた高級料理店だったという。
これら朝鮮料理店のもてなしは日本の料亭を模倣したものだが、個々に独自の発展がある。1928年に発行された内地人むけ観光ガイドブック『朝鮮料理を前にして』によれば、朝鮮料理店のマナーや料理は以下のようなものだった。
- 門をくぐり玄関につくと、20歳前後の男性ボーイに案内される（日本なら仲居が案内する）
- 座敷はすべてオンドル部屋
- ボーイが供する茶を飲んでくつろぐうちに、妓生が登場する。彼女らが嫌がらなければ、衣服に触ったりふざけたりしてもかまわない

メニューのうち「韓料理特別改良交子」（伝統朝鮮料理を特別に改良した正餐）を例にとれば、以下のような献立が提供される（漢字表記、ルビは原文ママ）。
これら料理店は単なる飲食目的以外に公的な会合の場としても機能し、日本本土からの観光客も出入りした。料理そのものよりも妓生のへの「あこがれ」で来店する日本人客も多かったという。

#### 酷評された朝鮮料理店
日本本土での宴席料理になれた裕福な日本人観光客にとって、朝鮮料理店のもてなしは実のところ「物足りない」ものだった。
朝鮮の高級料理はもともと宮中や両班の邸宅内でのみ調理、消費されるものであり、飲食店で万人向けに宴会料理として供されるものではなかった。朝鮮の開国と貨幣経済の発達に伴って生まれた「朝鮮料理店」で調理を担当していたのは、もともと王宮の饗宴料理を供していた調理人だった。王宮での調理は料理人がチームを組み個々の分担作業をこなした末に食膳を調えるものである。したがって料理人とはいえ、王宮を離れてしまえば個人の力量で宴会料理一式をそろえるのは技術的に困難だった。そこで宮廷料理の一部しか用意しえない調理人は、宴席の穴埋めのため当時の朝鮮にも広まっていた日本料理や西洋料理に助けを求め、酒類にも朝鮮伝統の酒に加えてワインにビール、日本酒を用意した。記録によれば、料理には朝鮮料理に加え西洋料理のシチューに日本の茶碗蒸し、すき焼き、中華料理の糖水肉（韓国式酢豚）、あるいは洋菓子を供していたとの記録も残る。
以下は1926年3月3日付の『東亜日報』に掲載された実情である。
朝鮮料理店は朝鮮料理を味わう店ではなく、妓生連れで遊ぶ施設へと変貌した。結果的に飲食メニューはおざなりとなり、酷評のもとであった。
朝鮮総督府が編纂した冊子『朝鮮旅行案内記』には以下の記述がある。
朝鮮旅行を推奨する側でさえ酷評する朝鮮料理店だったが、ソㇽロンタンやカルビを供する庶民向けの料理店は「内地人」にも好評であり、とりわけ魚介類を取り混ぜて漬け込んだ上質の「朝鮮漬」（キㇺチ）は絶賛されていた。
朝鮮料理店の献立でメインディッシュの位置を占めていた神仙炉は後の韓国でも高級料理の地位をとどめ、国賓をもてなす晩餐会のメニューとして君臨した。
一方で日本本土の朝鮮料理店のうち「宮廷料理」を売りにした高級店舗は戦中戦後の混乱で大半が廃業し、戦後の日本における朝鮮料理店は「焼き肉店」として再スタートすることになる。

### 宮廷料理の伝承

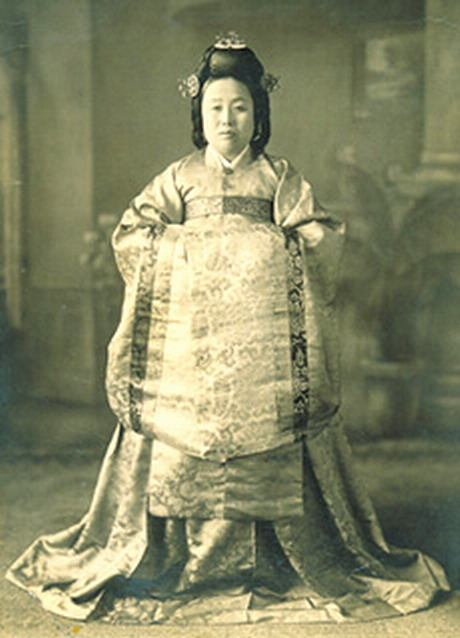
黃慧性に宮中料理を伝授した韓煕順尚宮。ドラマ「宮廷女官チャングムの誓い」のハン尚宮のモデルともされる

日韓併合に伴って李王家は朝鮮総督府の管轄となり、大韓帝国最後の皇帝・純宗の世子・李垠は日本に移住する。王室の組織が徐々に解体される中、朝鮮宮廷料理の伝承に尽力したのが黃慧性（1920年 – 2006年）である。忠清南道の天安に両班の娘として生まれた彼女は地元の女学校卒業のち、従兄のすすめで筑紫高等女学校に留学、のちに京都女子専門学校に学び、帰国後は大田の女学校で家政科の教師として奉職した。23歳の折に京城の淑明女子専門学校に移る。当時の淑明女子専門学校校長は、民俗学者であり李王職を務めていた小田省吾だった。小田は黄に「朝鮮人なら、朝鮮のことを知らなければだめだ。今、朝鮮のものが正確に伝承されているのは宮殿の中だ」と説き、23歳の黄は小田の紹介により純宗の妃・純貞孝皇后の宮中に入り、当時54歳の尚宮・韓煕順（1889年 – 1972年）に弟子入り、以降、30年にわたって宮廷料理を伝授されることになる。
その折の体験を、彼女はこう語る。
戦後は淑明女子大学校、漢陽大学、明知大学校教授を歴任し、成均館大学家庭科大学長に就任。1973年、国家無形文化財第38号の第2機能保有者に指定された。また、朝廷文化の普及と近代化に寄与した功労で、1986年大韓民国教育勲章、1990年大韓民国文化勲章を授与された。2006年8月、朝鮮王朝宮廷食名誉保有者に指定された。
後の韓国ドラマ「宮廷女官チャングムの誓い」で、主人公であるチャングムに宮廷料理を伝授するハン尚宮は、黃慧性の師匠・韓煕順がモデルともされている。
黄慧性は生涯で2男3女に恵まれたが、女児3人はみな宮中の飲食文化伝承を生業としている。長女の韓福麗は宮中の料理文化の伝承に努めた功績で、韓国の人間国宝に指定されている。